# Trasparenza e traslucenza

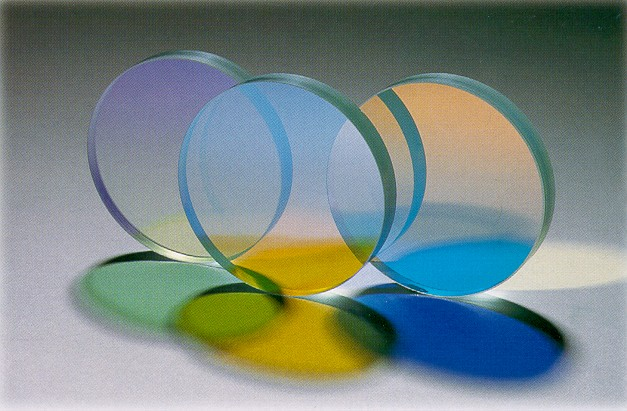
I filtri dicroici sono creati usando materiali otticamente trasparenti.

La trasparenza (anche detta pellucidità o diafanità) è la proprietà fisica che permette alla luce di passare attraverso un materiale, mentre la traslucenza (anche definita traslucidità) permette alla luce di passarvi attraverso in modo diffuso. La proprietà opposta è l'opacità. I materiali trasparenti sono limpidi, mentre quelli traslucenti non consentono di vedervi attraverso in modo chiaro.
Quando la luce incontra un materiale, può interagire con esso in modi differenti. Queste interazioni dipendono dalla natura della luce (la sua lunghezza d'onda, frequenza, energia, ecc.) e la natura del materiale. Le onde luminose interagiscono con un oggetto attraverso molti fenomeni; i più comuni sono assorbimento, riflessione, trasmissione, rifrazione, diffusione,diffrazione.
Alcuni materiali, come il vetro piatto (plate glass) e l'acqua limpida, consentono a gran parte della luce che vi cade sopra di essere trasmessa con poca riflessione; tali materiali sono definiti otticamente trasparenti. Molti liquidi e soluzioni acquose sono molto trasparenti. L'assenza di difetti strutturali (vuoti, incrinature, ecc.) e l'assenza di assorbimento da parte delle molecole della maggior parte dei liquidi sono responsabili della loro eccellente trasmissione ottica.
I materiali che non consentono la trasmissione della luce sono detti opachi. Molte di queste sostanze hanno una composizione chimica che comprende "centri di assorbimento". Molte sostanze sono selettive nel loro assorbimento delle varie frequenze che compongono la luce bianca. Le frequenze dello spettro che non vengono assorbite vengono trasmesse o riflesse, specularmente o diffusamente. Questo è ciò che dà origine ai colori. I corpi neri assorbono tutte le frequenze; i corpi bianchi riflettono diffusamente tutte le frequenze senza assorbirne alcuna.

Confronti di 1. opacità, 2. translucenza e 3. trasparenza; dietro ogni pannello c'è una stella

## Descrizione
Per quanto riguarda l'assorbimento della luce, le considerazioni riguardo ai materiali primari sono le seguenti:
- A livello di elettronica, l'assorbimento nelle porzioni ultravioletto e visibile (UV-Vis) dello spettro dipende dal fatto se gli orbitali degli elettroni sono spaziati (o "quantizzati") in modo tale da poter assorbire un quanto di luce (o fotone) di una specifica frequenza, senza violare le regole di selezione. Per esempio, nella maggior parte dei vetri, gli elettroni non hanno livelli di energia disponibili al di sopra di loro nel campo associato alla luce visibile, o se li hanno, violano le regole di selezione. Così, non vi è alcun assorbimento apprezzabile nei vetri puri (non drogati), facendo di loro i materiali trasparenti ideali per le finestre degli edifici.
- A livello atomico o molecolare, l'assorbimento fisico nella porzione dell'infrarosso dello spettro dipende dalle frequenze dalle vibrazioni atomiche o molecolari oppure dai legami chimici e dalle regole di selezione. L'azoto e l'ossigeno non sono gas a effetto serra perché l'assorbimento è vietato a causa della mancanza di un momento dipolare molecolare.

Per quanto riguarda la diffusione della luce, il fattore più critico è la scala di lunghezza di una o di tutte queste caratteristiche strutturali relative alla lunghezza d'onda della luce diffusa. Le principali problematiche sul materiale riguardano:
- La struttura cristallina: quanto sono impacchettati in modo compatto i suoi atomi o molecole, e se gli atomi o le molecole presentano o meno l'"ordine a lungo raggio" è evidenziato nei solidi cristallini.
- La struttura vetrosa: i centri di diffusione (scattering) comprendono le fluttuazioni di densità e/o composizione.
- La microstruttura: i centri di diffusione comprendono le superfici interne quali: granuli, confini granulari e pori microscopici.

### Natura della luce

Spettro completo della radiazione elettromagnetica con la porzione visibile evidenziata

Lo spettro dei colori che collettivamente costituiscono la luce bianca (o visibile), come visti nella loro dispersione attraverso un prisma dispersivo triangolare

L'energia radiante è l'energia che si propaga sotto forma di onde elettromagnetiche. Il tipo di luce che percepiamo attraverso i nostri sensori ottici (gli occhi) viene riferita come luce bianca ed è composta da una gamma di colori - rosso, arancione, giallo, verde, blu (ROYGB, red, orange, yellow, green, blue) - compresi entro un certo campo di lunghezze d'onda o frequenze. La luce visibile (bianca) è solo una piccola frazione dell'intero spettro della radiazione elettromagnetica. Ad una lunghezza d'onda breve di questa scala c'è la luce ultravioletta (UV) invisibile. A lunghezze d'onda ancora più brevi dei raggi UV vi sono i raggi X e raggi gamma. Al termine della lunghezza d'onda più lunga di questo spettro vi è la luce infrarossa (IR) che viene utilizzata per la visione notturna e altri dispositivi che ricercano il calore. A lunghezze d'onda più lunghe dell'infrarosso vi sono le microonde (radar) e le onde radio/televisive.
La radiazione elettromagnetica è classificata in base alla frequenza (o lunghezza d'onda, che è inversamente proporzionale alla frequenza) della luce che comprende (in ordine di frequenza crescente): onde radio, microonde, radiazioni terahertz, radiazione infrarossa, luce visibile, ultravioletto (UV), raggi X e raggi gamma. Di queste, le onde radio hanno lunghezze d'onda più lunghe e i raggi gamma hanno quelle più brevi. Una piccola finestra di frequenze, detta porzione visibile (o luce bianca) dello spettro, è percepita ad occhio nudo da vari organismi.
La più semplice rappresentazione di un fascio di luce è attraverso l'uso del raggio di luce, le cui proprietà più importanti sono l'assenza di massa e il suo viaggiare lungo una linea retta. I raggi di luce interagiscono con i materiali (liquidi e solidi) in molti modi diversi in base a come e in che quantità viene da essi assorbita, riflessa o trasmessa. Nel caso della riflessione, l'interazione dipende dalle proprietà chimico-fisiche della sostanza. Se la superficie dei materiali è perfettamente liscia (ad esempio uno specchio), i raggi di luce subiscono nel loro complesso la riflessione totale (o riflessione speculare),  tutti in linea parallela l'un l'altro dopo aver inciso la superficie del vetro con un angolo particolare.

### Diffusione della luce

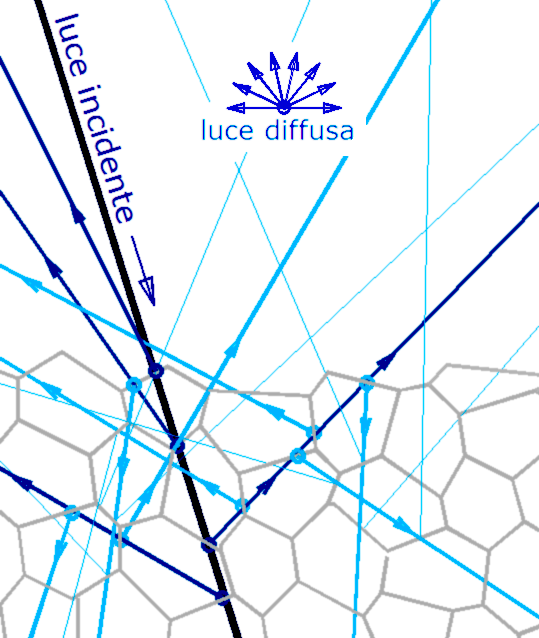
Meccanismo generale di riflessione diffusa da parte di una superficie solida

Riflessione diffusa - La luce che incide sulla superficie di gran parte dei materiali viene riflessa in molte direzioni casuali per effetto delle riflessioni multiple da parte delle irregolarità microscopiche interne o superficiali del materiale (ad esempio i bordi di grano nei materiali policristallini o i bordi delle cellule o delle fibre in quelli organici). Questo tipo di riflessione si chiama “riflessione diffusa” ed è caratterizzata da angoli di riflessione in tutte le direzioni. La maggior parte degli oggetti visibili ad occhio nudo sono identificati mediante la riflessione diffusa, che è un fenomeno di “diffusione della luce” e  rappresenta il nostro principale meccanismo di osservazione fisica.
La diffusione della luce nei liquidi e solidi dipende dalla lunghezza d'onda diffusa. I limiti di scale spaziali di visibilità (usando la luce bianca) pertanto dipendono dalla frequenza dell'onda luminosa e dalla dimensione fisica (o scala spaziale) del centro di diffusione. La luce visibile ha una scala di lunghezza d'onda dell'ordine del mezzo micrometro (un milionesimo di metro). Centri di diffusione (o particelle) piccoli come un micron sono stati osservati direttamente al microscopio ottico (ad esempio, le particelle di cui si osserva il moto browniano).

## Assorbimento della luce nei solidi
Quando la luce colpisce un oggetto, di solito, non ha solo una singola frequenza (o lunghezza d'onda), ma molte. Gli oggetti hanno la tendenza ad assorbire selettivamente, riflettere o trasmettere la luce con determinate frequenze. Vale a dire, un oggetto potrebbe riflettere la luce verde assorbendo invece tutte le altre frequenze della luce visibile. Allo stesso modo un altro oggetto potrebbe trasmettere selettivamente la luce blu, assorbendo tutte le altre frequenze. Il modo in cui la luce visibile interagisce con un oggetto dipende dalla sua frequenza, dalla natura degli atomi dell'oggetto e spesso dalla natura della loro densità elettronica e polarizzazione.
Alcuni materiali, definiti otticamente trasparenti, permettono a gran parte della luce che li colpisce di essere trasmessa attraverso di essi senza essere riflessa. Il vetro delle finestre chimicamente puro (vale a dire non drogato) e l'acqua limpida ne sono degli ottimi esempi.
I materiali che non consentono la trasmissione di qualsiasi frequenza d'onda di luce sono definiti opachi. Tali sostanze hanno una composizione chimica che comprende ciò che viene indicato come "centri di assorbimento". La maggior parte dei materiali sono costituiti da sostanze che sono selettive nell'assorbire le frequenze della luce bianca. Così essi assorbono alcune parti dello spettro visibile, riflettendone altre. Le frequenze dello spettro che non vengono assorbite, o sono riflesse o vengono trasmesse per la nostra osservazione fisica. Nella porzione visibile dello spettro è ciò che dà origine ai colori.
I centri di colore sono in gran parte responsabili della comparsa di specifiche lunghezze d'onda della luce visibile tutta intorno a noi, passando dalla lunghezza d'onda più lunga (0,7 micrometri) e quella più breve (0,4 micrometri): i colori rosso, arancio, giallo, verde e blu (ROYGB, red, orange, yellow, green, blue) possono essere identificati tramite i nostri sensi a causa della comparsa del colore dovuto all'assorbimento selettivo di specifiche frequenze di onde luminose (o lunghezze d'onda). I meccanismi di assorbimento selettivo delle onde di luce sono:
- Elettronici: i passaggi di livelli energetici degli elettroni all'interno dell'atomo (per es. i pigmenti) che avvengono in genere nelle porzioni dello spettro dell'ultravioletto (UV) e/o visibile.
- Vibrazionali: risonanza nei modi vibrazionali atomico/molecolare. Queste transizioni avvengono in genere nella parte infrarossa dello spettro.

### UV-Vis: transizioni elettroniche
Nell'assorbimento elettronico, la frequenza delle onde luminose in entrata è vicina o ai livelli di energia degli elettroni all'interno degli atomi che compongono la sostanza. In questo caso, gli elettroni assorbiranno l'energia dell'onda luminosa aumentando il loro stato energetico, spesso spostandosi all'esterno del nucleo atomico verso un'orbita esterna o orbitale.
Gli atomi che si legano insieme per formare le molecole di una particolare sostanza contengono un numero di elettroni (dati dal numero atomico Z nella tavola periodica degli elementi). Ricordiamo che tutte le onde luminose sono in origine elettromagnetica. Di conseguenza, sono fortemente influenzate quando vengono a contatto con gli elettroni con carica negativa. Quando i fotoni (singoli pacchetti di energia luminosa), entrano in contatto con gli elettroni di valenza dell'atomo, può verificarsi:
- Un elettrone assorbe tutta l'energia del fotone e ne riemette uno con una frequenza (colore) differente su direttrici spaziali differenti. Questo dà luogo a luminescenza, fluorescenza e fosforescenza.
- Un elettrone assorbe l'energia del fotone e la rimanda indietro. Questo è quello che accade nella riflessione o diffusione.
- Un elettrone non può assorbire l'energia del fotone, che continua il suo percorso. Ciò si verifica nella trasmissione (a condizione che non esistano altri meccanismi di assorbimento attivi).
- Un elettrone assorbe selettivamente una parte dei fotoni, e i fotoni rimanenti (di frequenze diverse) vengono trasmesse in forma di colore spettrale.

La maggior parte delle volte, si tratta di una delle precedenti combinazioni che si verificano quando la luce colpisce un oggetto. Gli elettroni nei diversi materiali variano in base alla quantità di energia che possono assorbire. La maggior parte dei vetri, per esempio, blocca la luce ultravioletta (UV). Succede che gli elettroni del vetro assorbono l'energia dei fotoni nel campo dell'UV, ignorando quella più debole dei fotoni nello spettro della luce visibile.
Così, quando un materiale è illuminato, i singoli fotoni di luce possono formare elettroni di valenza di una transizione atomica ad un livello energetico elettronico superiore. Il fotone viene distrutto nel processo e l'energia radiante assorbita si trasforma in energia potenziale elettrica. Molte cose possono accadere dunque all'energia assorbita, come venire ri-emessa dall'elettrone sotto forma di energia radiante (in questo caso l'effetto complessivo è in effetti una diffusione della luce), dissipata nel resto del materiale (vale a dire, trasformata in calore), o l'elettrone può essere liberato dall'atomo (come negli effetti fotoelettrici e Compton).

### Infrarosso: allungamento del legame

I modi normali di vibrazione in un solido cristallino.

Il meccanismo fisico primario per l'immagazzinamento dell'energia meccanica dovuta al moto nella materia condensata avviene attraverso il calore o l'energia termica. Questa si manifesta come energia di movimento. Dunque, il calore è il movimento a livello atomico e molecolare. La modalità principale del moto in sostanze cristalline è la vibrazione. Qualsiasi atomo vibra intorno a qualche mezzo o posizione all'interno di una struttura cristallina, circondato dai suoi vicini più prossimi. Questa vibrazione bi-dimensionale è equivalente alla oscillazione del pendolo di un orologio, oscillante avanti e indietro in modo simmetrico rispetto ad alcuni mezzi o alla posizione (verticale) media. Le frequenze vibrazionali atomiche e molecolari possono raggiungere la media dell'ordine di 1012 cicli al secondo (hertz).
Quando un'onda luminosa di una determinata frequenza colpisce un materiale costituito da particelle che possiedono tutte la stessa frequenza vibrazionale (risonanza), allora esse assorbono l'energia delle onde luminose trasformandole in energia termica del moto vibrazionale. Dal momento che molecole e atomi differenti hanno diverse naturali frequenze di vibrazione, essi assorbono selettivamente diverse frequenze (o porzioni dello spettro) di luce infrarossa. La riflessione e la trasmissione delle onde di luce si verifica perché le frequenze delle onde luminose non corrispondono alle naturali frequenze di risonanza vibrazionale degli oggetti. Quando la luce infrarossa di queste frequenze colpisce un oggetto, l'energia viene riflessa o trasmessa.
Se l'oggetto è trasparente, allora le onde luminose vengono trasmesse agli atomi vicini attraverso la massa del materiale e riemesse dalla sua parte opposta. Tali frequenze di onde luminose sono dunque "trasmesse".

### Trasparenza nei materiali isolanti
Un oggetto non può essere trasparente se riflette o assorbe la luce in entrata. Quasi tutti i solidi riflettono e assorbono una parte della luce in entrata.
Quando la luce cade su un blocco di metallo incontra gli atomi che sono strettamente raggruppati in un reticolo regolare e un "mare di elettroni" che si muovono a caso fra di essi. Nei metalli, la maggior parte di questi sono elettroni non legati (o liberi) diversamente dagli elettroni situati nei solidi isolanti non metallici legati in modo ionico o covalente. Nei metalli, ogni potenziale legame degli elettroni di valenza (più esterni) può esser facilmente rotto e ricostituito da altri atomi della struttura cristallina. L'effetto di questa delocalizzazione è semplicemente quello di creare un "mare di elettroni" condivisi. A causa di questi elettroni, la maggior parte della luce in arrivo nei metalli viene riflessa, per questo la superficie del metallo la vediamo lucida.
La maggior parte dei dielettrici sono isolanti, per tanto non hanno elettroni di conduzione liberi, e gli elettroni legati riflettono solo una piccola frazione dell'onda incidente. Le frequenze rimanenti (o lunghezze d'onda) sono libere di propagarsi (o essere trasmesse). Questa classe comprende tutte le ceramiche e vetri.
Se in un materiale dielettrico non vi sono molecole aggiuntive che assorbono la luce (pigmenti, tinte, coloranti), di solito è trasparente allo spettro della luce visibile. I centri di colore (o molecole di colorante o "dopanti") in un dielettrico assorbono una parte delle onde di luce in entrata. Le frequenze rimanenti (o le lunghezze d'onda) sono libere di essere riflesse o trasmesse. Questo è il principio in base al quale viene prodotto il vetro colorato.
La maggior parte dei liquidi e delle soluzioni acquose sono molto trasparenti come ad esempio acqua, olio da cucina, alcol denaturato, aria, gas naturale. L'assenza di difetti strutturali (vuoti, incrinature, ecc.) e la struttura molecolare della maggior parte dei liquidi sono i principali responsabili della loro eccellente trasmissione ottica. La capacità dei liquidi di "rammendare" i difetti interni tramite un flusso viscoso è uno dei motivi per cui alcuni materiali fibrosi (per es. carta o tessuto) aumentano la loro trasparenza se vengono bagnati. Il liquido riempie i numerosi vuoti rendendo il materiale più strutturalmente omogeneo.
La diffusione della luce in un solido ideale cristallino (non metallico), privo di difetti, che non fornisce i centri di diffusione per le onde luminose in arrivo, è causata principalmente dagli effetti di anarmonicità all'interno del reticolo ordinato. La trasmissione delle onde luminose sarà altamente direzionale a causa della tipica anisotropia delle sostanze cristalline, che comprendono il loro gruppo di simmetria e il reticolo di Bravais. Per esempio, le sette diverse forme cristalline della silice di quarzo (diossido di silicio, SiO2) sono tutte trasparenti.

## Guide d'onda ottiche

Propagazione della luce attraverso una fibra ottica multimodale.

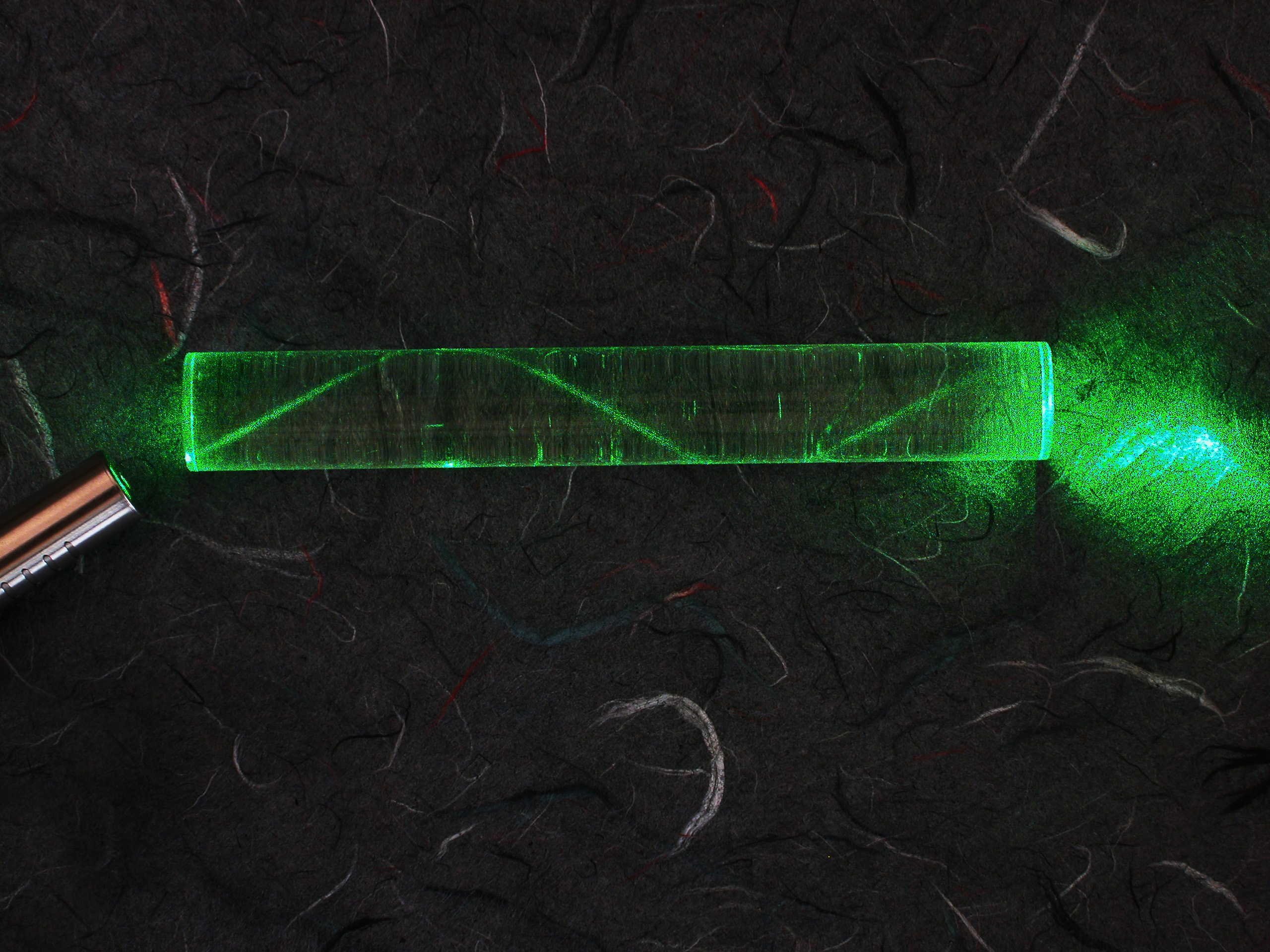
Un raggio laser che rimbalza in una barra di vetro acrilico mostrando la riflessione interna totale della luce in una fibra ottica multimodale.

I materiali otticamente trasparenti si basano sulla risposta di un materiale alle onde luminose in arrivo che hanno una certa gamma di lunghezze d'onda. La trasmissione di onde luminose condotte tramite le guide d'onda selettive di frequenza coinvolge il campo emergente delle fibre ottiche e la capacità di alcuni composti vetrosi come mezzo di trasmissione per una gamma di frequenze contemporaneamente (fibra ottica multimodale) con poca o nessuna interferenza tra le lunghezze d'onda o frequenze concorrenti. Questo modo risonante di energia e di trasmissione dati per mezzo della propagazione dell'onda elettromagnetica (luce) è relativamente senza perdita.
Una fibra ottica è una guida d'onda di un dielettrico cilindrico che trasmette la luce lungo il suo asse tramite il processo di riflessione interna totale. La fibra è costituita da un nucleo (core) circondato da uno strato di rivestimento. Per limitare il segnale ottico nel nucleo, l'indice di rifrazione del nucleo deve essere superiore a quella del rivestimento. L'indice di rifrazione è il parametro che riflette la velocità della luce in un materiale. (Indice di rifrazione è il rapporto tra la velocità della luce nel vuoto per la velocità della luce in un dato mezzo. L'indice di rifrazione del vuoto è quindi 1). Più grande è l'indice di rifrazione, più lentamente la luce viaggia in quel mezzo. I valori tipici per il nucleo e il rivestimento di una fibra ottica sono rispettivamente 1,48 e 1,46.
Quando la luce viaggiando in un mezzo denso colpisce un bordo con un angolo ripido, la luce sarà completamente riflessa. Questo effetto, chiamato riflessione interna totale, è utilizzato nelle fibre ottiche per confinare la luce nel nucleo. La luce viaggia lungo la fibra rimbalzando da una parte all'altra fuori dal bordo. Dato che la luce deve urtare il bordo con un angolo superiore all'angolo critico, la luce che entra nella fibra con un certo campo di variabilità angolare verrà diffusa. Questa campo di variazione dell'angolo viene chiamato cono di accettazione della fibra. La dimensione di questo cono di accettazione è in funzione della differenza dell'indice di rifrazione tra il nucleo della fibra e il rivestimento. Le guide d'onda ottiche sono utilizzate come componenti nei circuiti ottici integrati (per es., combinate con laser o diodi emettitori di luce, i LED), o come mezzo di trasmissione nei sistemi di comunicazioni ottiche locali e a lunga distanza.

### Meccanismi di attenuazione

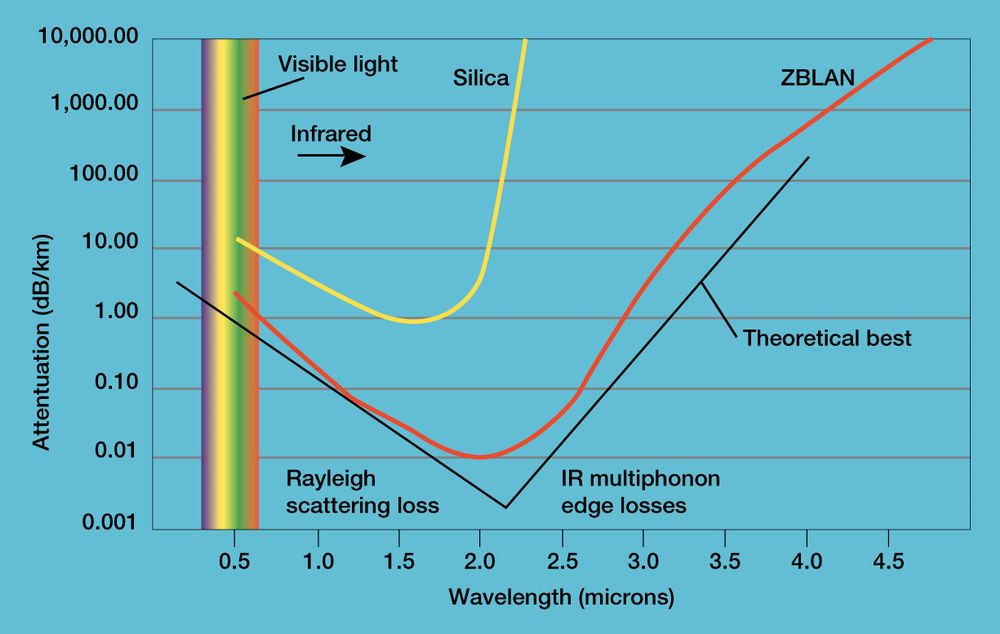
Attenuazione della luce per mezzo di ZBLAN e fibre di silice

L'attenuazione nella fibra ottica, anche conosciuta come perdita di trasmissione, è la riduzione dell'intensità del fascio di luce (o segnale) in funzione della distanza percorsa attraverso un mezzo di trasmissione. I coefficienti di attenuazione nelle fibre ottiche di solito usano unità di dB/km attraverso il mezzo a causa della qualità relativamente alta di trasparenza dei moderni mezzi di trasmissione ottica. Il mezzo è di solito una fibra di vetro di silice, che limita il fascio di luce incidente verso l'interno. L'attenuazione è un importante fattore che limita la trasmissione di un segnale su lunghe distanze. Così, gran parte della ricerca è stata fatta sia per limitare l'attenuazione che per massimizzare l'amplificazione del segnale ottico.
L'attenuazione è causata principalmente dalla diffusione e dall'assorbimento. La diffusione della luce è causata dall'irregolarità a livello molecolare (fluttuazioni di composizione) nella struttura del vetro. Questo stesso fenomeno è visto come uno dei fattori limitanti nella trasparenza delle cupole dei missili infrarossi. Un'ulteriore attenuazione è causata dalla luce assorbita dai materiali residui, come i metalli o gli ioni d'acqua, all'interno del nucleo della fibra e del rivestimento interno. Nella fibra ottica, la diffusione di luce causata da piegature, giunti, connettori o altre forze esterne sono fattori aggiuntivi che contribuiscono all'attenuazione.

### Assorbimento multi-fononico

Onda di compressione (acustica) longitudinale in un reticolo bi-dimensionale.

Onda piana (ottica) trasversale

La progettazione di ogni dispositivo otticamente trasparente richiede la selezione di materiali in base alla conoscenza delle loro caratteristiche e limitazioni. Le caratteristiche di assorbimento del reticolo osservate nelle regioni frequenza più bassa (un campo di lunghezza d'onda che va dal medio infrarosso all'alto infrarosso) definiscono il limite di trasparenza della lunghezza d'onda lunga del materiale. Esse sono il risultato dell'accoppiamento interattivo tra i movimenti delle vibrazioni indotte termicamente degli atomi e delle molecole costituenti il reticolo solido e la radiazione dell'onda luminosa incidente. Quindi, tutti i materiali sono delimitati dal limite delle regioni di assorbimento causate dalle vibrazioni atomiche e molecolari (bond-stretching) nella regione spettrale del lontano infrarosso (> 10 µm).
I concetti di temperatura e di equilibrio termico associati ai solidi ionici sono basati sui singoli atomi e molecole del sistema avente moto vibrazionale. Le frequenze dei modi normali di un sistema sono note come le sue frequenze naturali o frequenze di risonanza. Questi modi vibrazionali termici sono associati agli spostamenti atomici e molecolari, producendo onde sia longitudinali che trasversali di spostamenti atomici e molecolari.
Nel modo longitudinale (o acustico), lo spostamento delle particelle dalla loro posizione di equilibrio coincide con la direzione di propagazione dell'onda. Le onde meccaniche longitudinali sono state anche riferite come onde di compressione. Nel modo trasversale (o ottico), le singole particelle si muovono perpendicolarmente alla propagazione dell'onda.
Come le regole della meccanica quantistica si applicano a tutti i diversi modi vibrazionali del solido, il reticolo pulsa come un insieme completo in gradi discreti di energia, o fononi termici. Un fonone è un modo quantizzato di vibrazione che si verifica in un reticolo cristallino rigido. Lo studio dei fononi è una parte importante della fisica dello stato solido, perché i fononi svolgono un ruolo importante in molte delle proprietà fisiche dei solidi, tra cui la conducibilità elettrica e termica di un materiale.
Il fonone è connesso sia alla frequenza vibrazionale che alla temperatura. Se la temperatura si innalza, l'ampiezza della vibrazione aumenta. Il concetto di fonone è quindi considerato come il quanto di energia vibrazionale del reticolo su cui viene sovrapposta una complessa trama di onde stazionarie e/o viaggianti che rappresentano i cambiamenti di temperatura. Se il solido si trova a una temperatura uniforme, il concetto di onda stazionaria è adeguato dato che le vibrazioni dei fononi sono uniformemente distribuite.
L'assorbimento multi-fononico si verifica quando due o più fononi contemporaneamente interagiscono per produrre momenti di dipolo elettrico con i quali la radiazione incidente può accoppiarsi. Questi dipoli possono assorbire energia dalla radiazione incidente, raggiungendo un massimo accoppiamento con la radiazione quando la frequenza è uguale al modo vibrazionale del dipolo molecolare (per es. il legame Si-O nel quarzo) nella regione spettrale del lontano infrarosso.
Tutti i processi di assorbimento risonante coinvolti in un materiale otticamente trasparente, possono essere spiegati con lo stesso principio comune. A frequenze particolari, alla radiazione incidente viene permesso di propagarsi attraverso il reticolo che produce la trasparenza osservata. Altre frequenze, tuttavia, sono proibite quando la radiazione incidente è in risonanza con ognuna delle proprietà del materiale del reticolo (ad esempio, le frequenze vibrazionali molecolari), e come tali sono trasferite in energia termica, eccitando gli atomi o gli elettroni.
Affinché un modo vibrazionale sia in grado di assorbire,  deve esistere un meccanismo per poterlo accoppiare con la radiazione elettromagnetica. Il trasferimento della radiazione elettromagnetica dal mezzo incidente al materiale è sotto forma di una coppia, dove la vibrazione del reticolo produce un momento di dipolo oscillante, che può essere guidato dal campo elettrico oscillante della onda luminosa, o radiazione. Così, l'energia assorbita dall'onda luminosa sarà convertita in moto vibrazionale delle molecole.

## Diffusione della luce nelle ceramiche
La trasparenza ottica nei materiali policristallini è limitata dalla quantità di luce che viene diffusa a causa delle loro caratteristiche microstrutturali. La diffusione della luce dipende dalla sua lunghezza d'onda. Pertanto sorgono limiti per le scale spaziali di visibilità (con la luce bianca), a seconda della frequenza dell'onda luminosa e la dimensione fisica del centro di diffusione.
Per esempio, poiché la luce visibile ha una scala di lunghezza d'onda dell'ordine di un micrometro, i centri di diffusione avranno dimensioni in base a una scala spaziale similare. I centri di diffusione primaria nei materiali policristallini includono difetti microstrutturali come pori e confini granulari. La frazione in volume dei pori microscopici deve essere inferiore all'1% per la trasmissione ottica ad alta qualità, vale a dire alla densità del materiale che dovrebbe essere il 99,99% della densità teorica cristallina. Oltre ai pori, la maggior parte delle interfacce in un metallo tipico o in oggetti di ceramica sono nella forma di limiti o confini granulari che separano le minuscole regioni dall'ordine cristallino. Quando la dimensione del centro di diffusione (o confine del granulo) è ridotta al di sotto della dimensione della lunghezza d'onda della luce che viene diffusa, la diffusione non si verifica più in misura significativa.
Nella formazione di materiali policristallini (metalli e ceramiche) la dimensione dei granuli cristallini è determinata in larga misura dalla dimensione delle particelle cristalline presenti nel materiale grezzo durante la formazione (o pressatura) dell'oggetto. Inoltre, la dimensione dei confini granulari perviene direttamente alla dimensione delle particelle. In questo modo una riduzione delle dimensioni della particella originale ben al di sotto della lunghezza d'onda della luce visibile (circa 1/15 della lunghezza d'onda di luce o pressappoco 600/15 = 40 nm) elimina gran parte della diffusione luminosa, come risulta in un materiale traslucido o anche trasparente.
La modellizzazione al computer della trasmissione della luce attraverso l'allumina della ceramica traslucente ha dimostrato che i pori microscopici intrappolati vicino ai confini granulari agiscono come centri primari di diffusione. La frazione di volume della porosità si è dovuta ridurre al di sotto dell'1% per l'alta qualità di trasmissione ottica (99,99% della densità teorica). Questo obiettivo è stato prontamente raggiunto e ampiamente dimostrato nei laboratori e nelle strutture di ricerca in tutto il mondo utilizzando metodi chimici di lavorazione emergenti insieme ai metodi della chimica del sol-gel  e della nanotecnologia.

## Applicazioni
Le ceramiche trasparenti hanno di recente acquisito un elevato grado di interesse e notorietà, essendo utilizzate come applicazioni di base nei laser ad alta energia, nelle finestre blindate trasparenti, nelle ogive di missili a caccia di calore, nei rivelatori di radiazione per il controllo (testing) non distruttivo, nella fisica dell'alta energia, nell'esplorazione dello spazio, nelle applicazioni di imaging nel campo della medicina e della sicurezza.
Lo sviluppo dei pannelli trasparenti avrà altre potenziali applicazioni avanzate nell'alta resistenza, come nei materiali resistenti all'impatto utilizzabili per finestre e lucernari domestici. Forse la cosa più importante è che le pareti e le altre applicazioni avranno migliorato la resistenza generale, soprattutto in condizioni di alta deformabilità riscontrabili in zone ad elevata sismicità e in quelle soggette alla forte azione del vento. Se gli attesi miglioramenti nelle proprietà meccaniche vengono confermati, i tradizionali limiti riscontrati nelle aree edificate con abbondanza di vetro (come stabiliti nei codici urbanistici attuali) potrebbero diventare rapidamente obsoleti, considerando il fatto che la superficie delle vetrate potrebbe contribuire effettivamente alla resistenza agli sforzi di taglio delle pareti.
I materiali trasparenti all'infrarosso attualmente disponibili mostrano normalmente un bilanciamento tra le prestazioni ottiche, la resistenza meccanica e il prezzo. Per esempio, lo zaffiro (L'allumina cristallina) è molto forte, ma è costoso e manca di totale trasparenza in tutta la gamma del medio infrarosso che va dai 3 ai 5 micrometri. L'ittria (ossido di ittrio)  è completamente trasparente dai 3 ai 5 micrometri, ma è carente di forza sufficiente, di durezza e resistenza agli shock termici per le applicazioni aerospaziali ad alte prestazioni. Non sorprende quindi che una combinazione di questi due materiali in forma di granato di ittrio e alluminio (YAG, Yttrium Aluminium Garnet) sia una delle migliori soluzioni nel campo.

## Regno vegetale

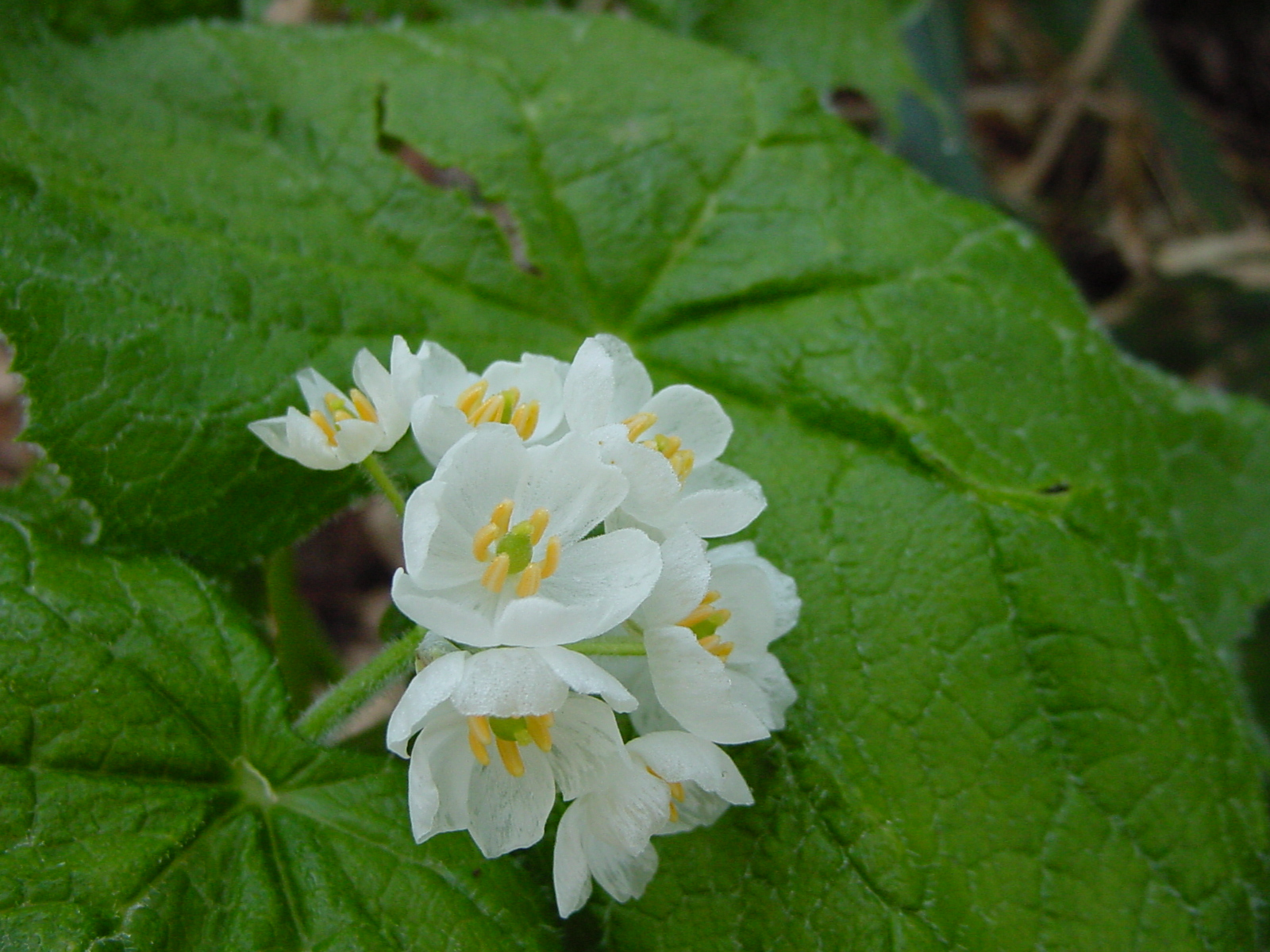
Diphylleia grayi

Il Diphylleia grayi, pianta originaria dei boschi umidi di Cina e Giappone ma presente anche nel nord-est degli Stati Uniti, è una specie perenne della famiglia delle Berberidaceae. Si tratta di un fiore di colore bianco che a contatto con l’acqua diventa trasparente. Conosciuto anche con il nome di “skeleton flower”, ossia “fiore scheletro”, tale fiore una volta asciutto perde la trasparenza e ridiventa di colore bianco.

## Regno animale
Alcuni esempi di animali che hanno parti del corpo trasparenti sono:
- Greta Oto
- Scorfano foglia (Taenianotus triacanthus)[27]
- Ancistrocheirus lesueurii
- Aurelia labiata
- Acanthuridae o Pesce chirurgo
- Zospeum tholussum[28]
- Formica faraone (Monomorium pharaonis)
- Macropinna microstoma
- Fabien Michenet
- Turritopsis dohrnii
- Lophiiformes
- Anguilla europea (Anguilla anguilla)
- Hydromedusa
- Scarabeo tartaruga (Aspidimorpha sanctaecrucis)
- Lactoria cornuta trasparente (Juvenile)
- Pesce trasparente (Kryptopterus bicirrhis)
- Palaemonetes paludosus o gambero fantasma
- Calamaro trasparente (Doryteuthis pealeii)
- Salpa maxima
- Channichthyidae o pesce ghiaccio
- Periclimenes scriptus (gamberetto fantasma scritto)[29]
- Centrolenidae o Rana di vetro
- Salpa
- Hyperolius leucotaenius

### Animali con parti del corpo trasparenti: galleria d'immagini

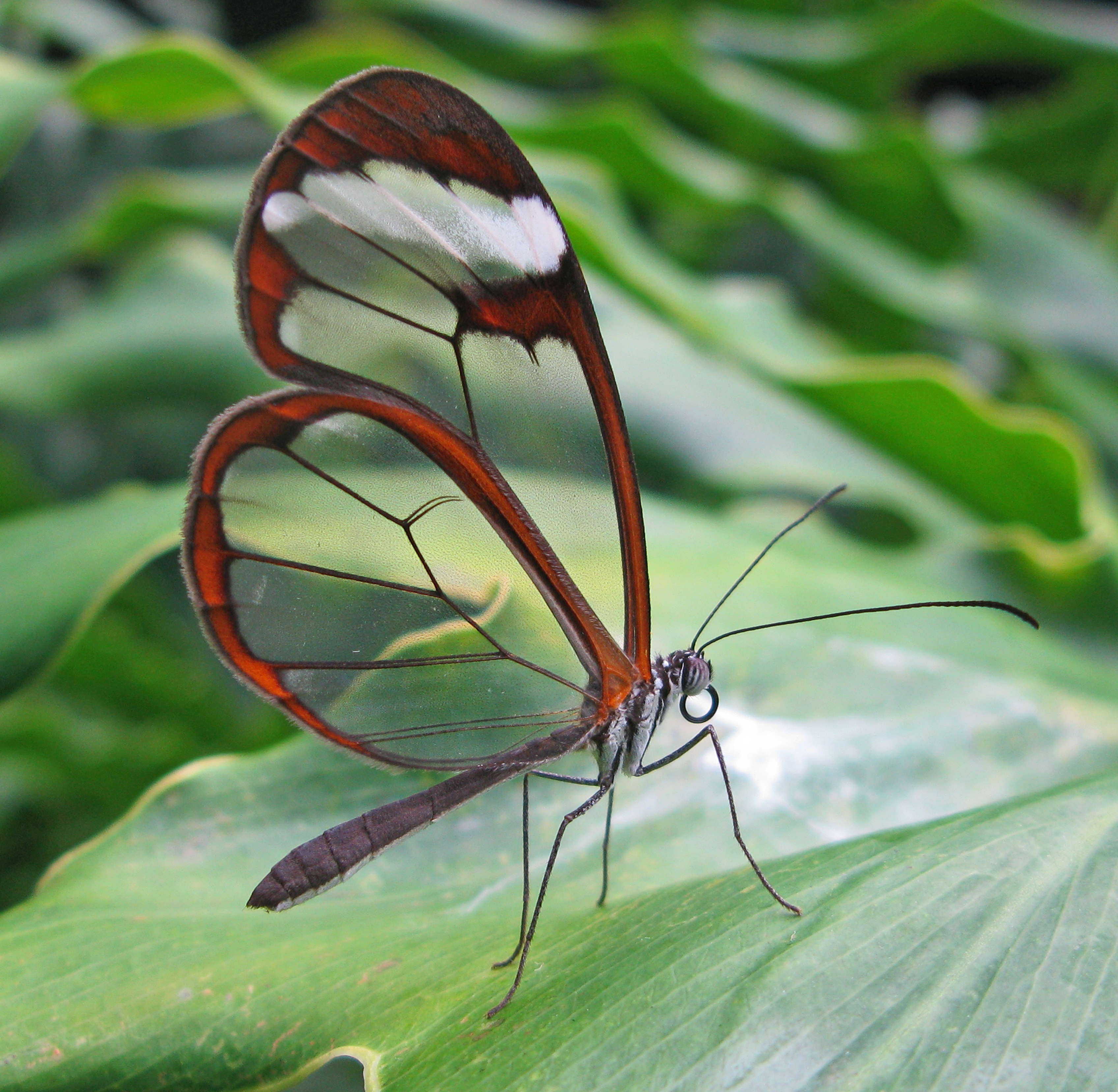
Greta Oto
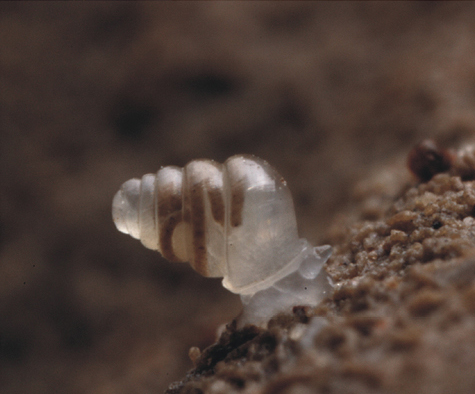
Zospeum tholussum
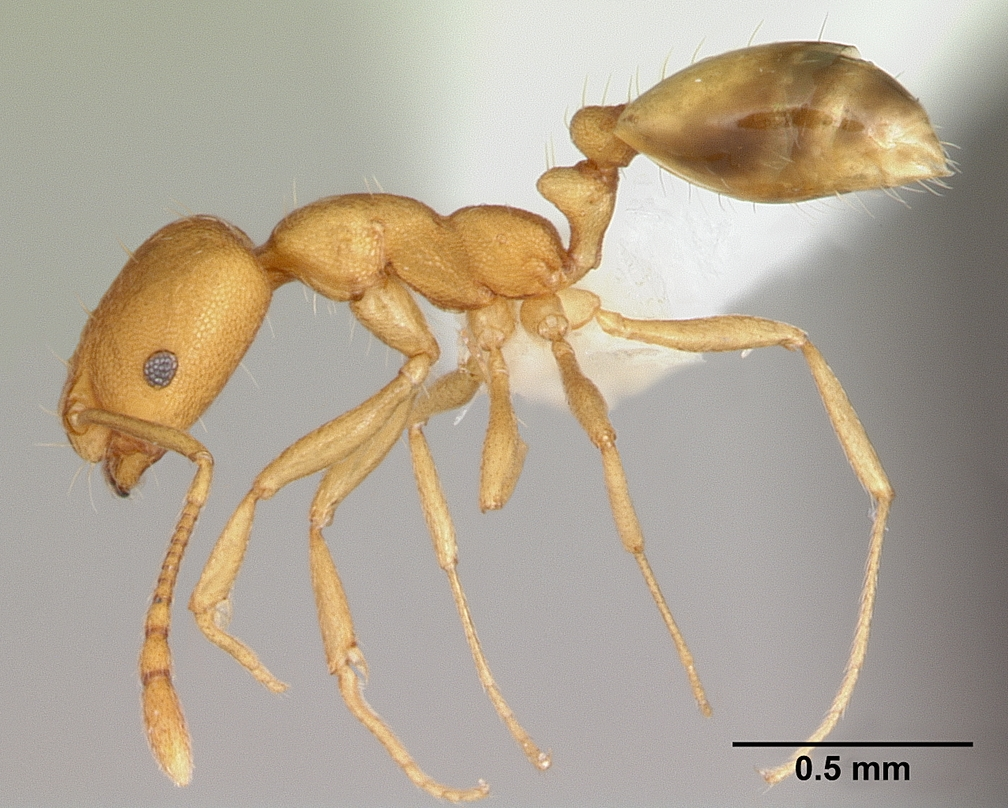
Monomorium pharaonis
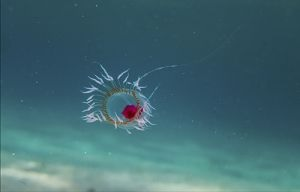
Turritopsis dohrnii
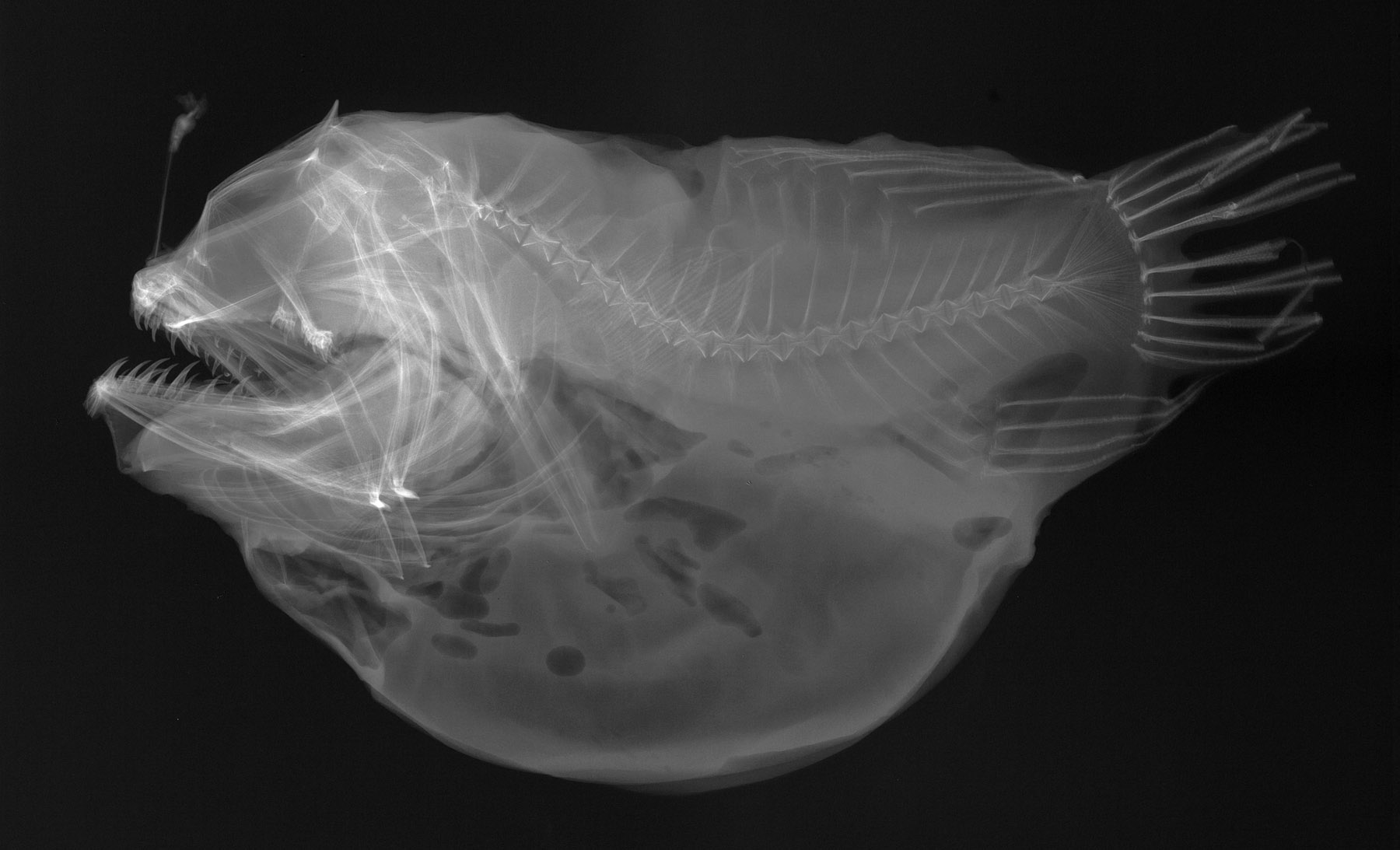
Lophiiformes
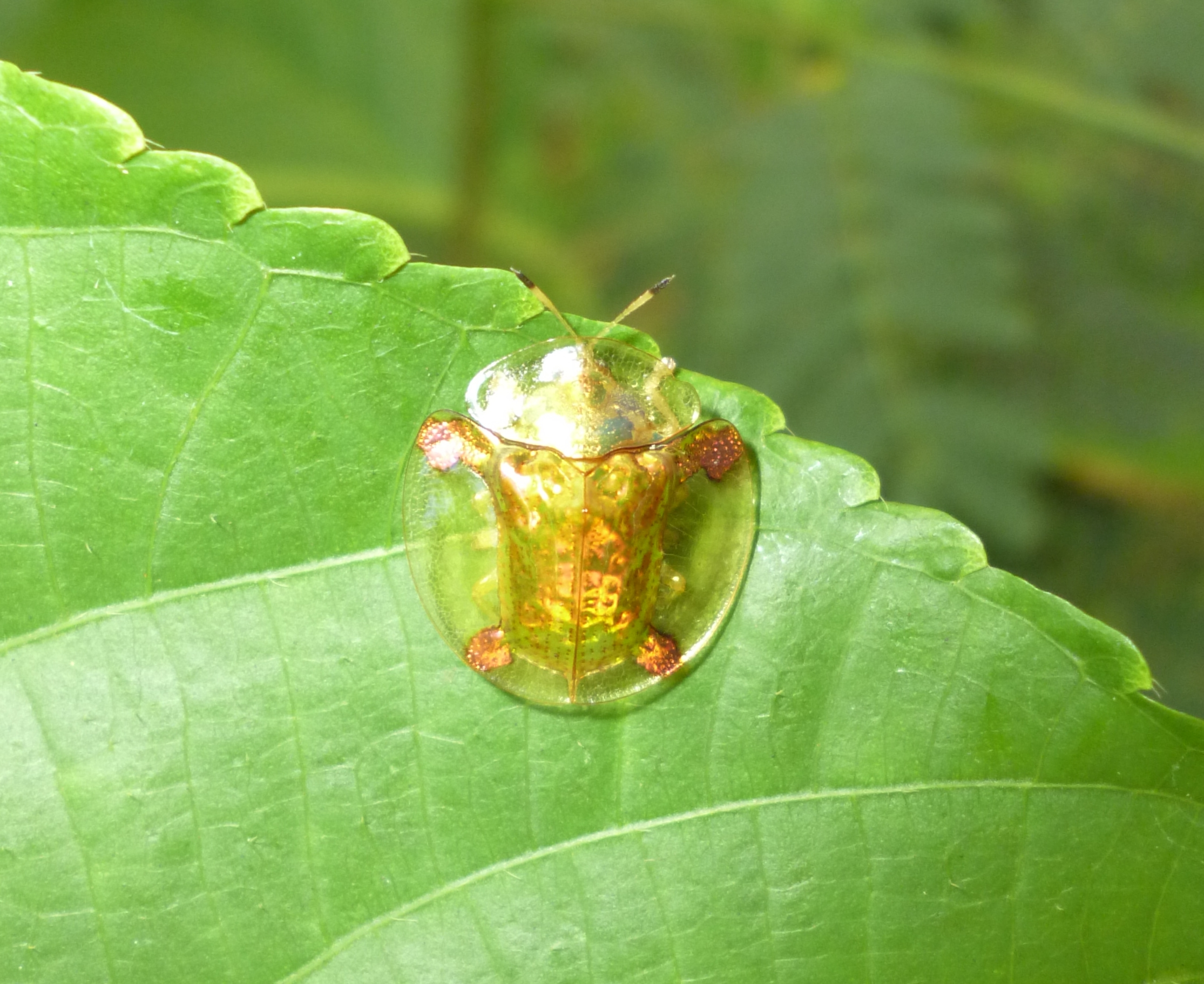
Aspidimorpha sanctaecrucis
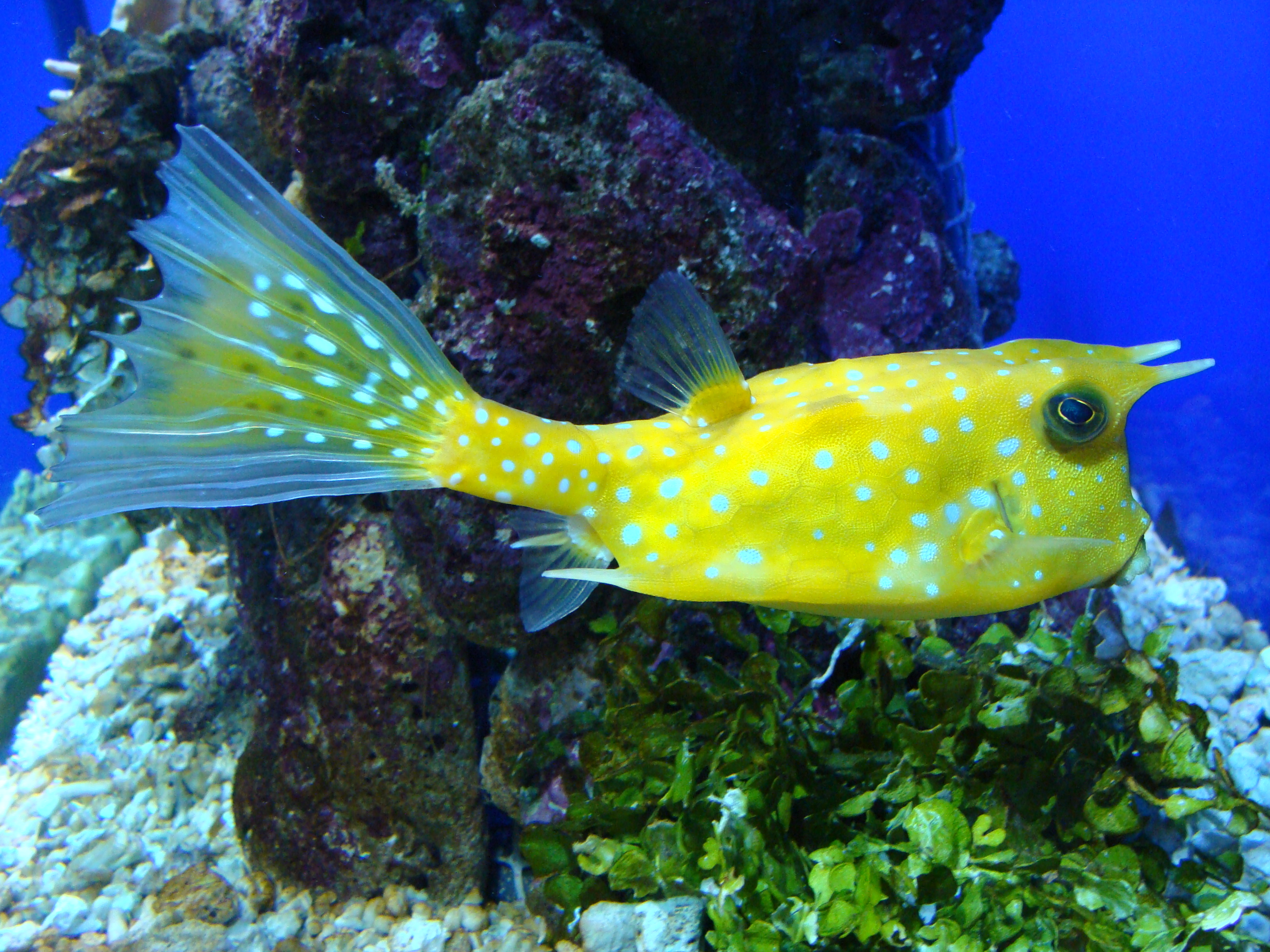
Lactoria cornuta
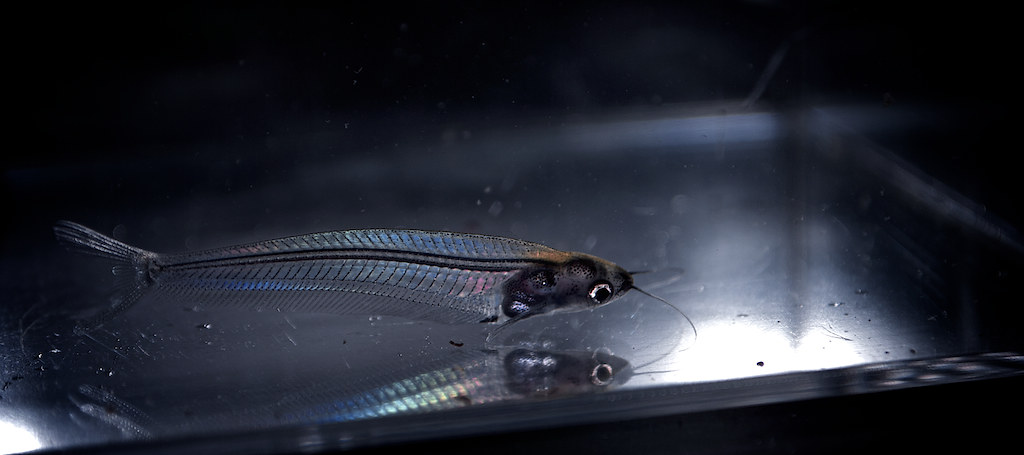
Kryptopterus bicirrhis
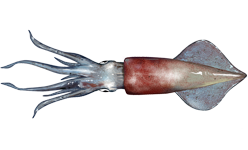
Doryteuthis pealeii
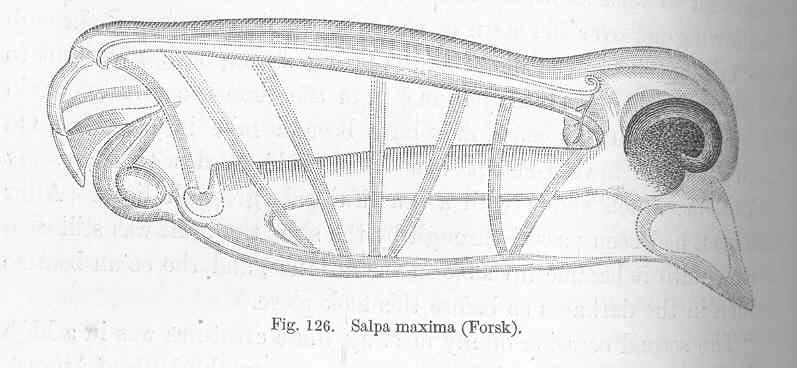
Salpa maxima
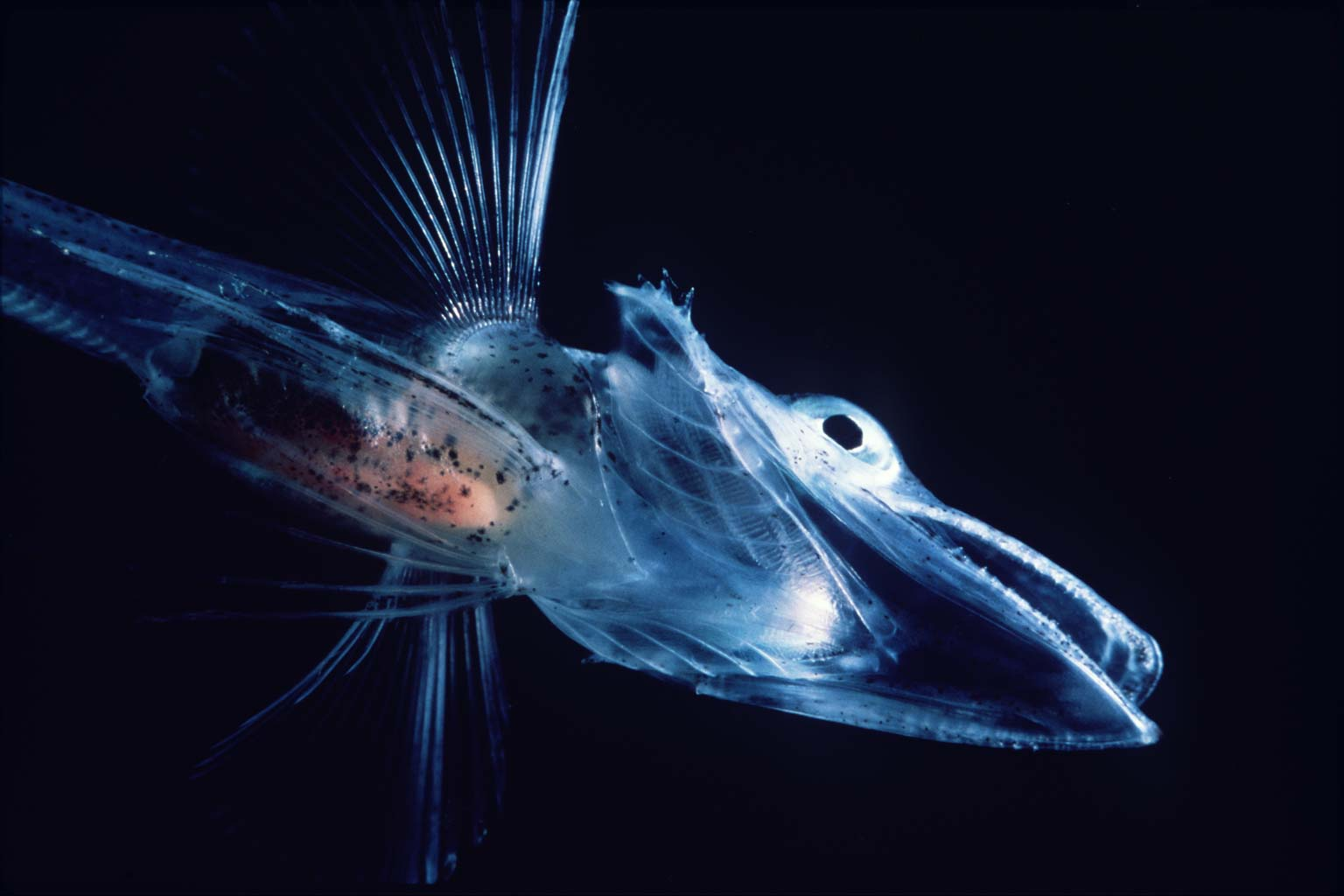
Channichthyidae
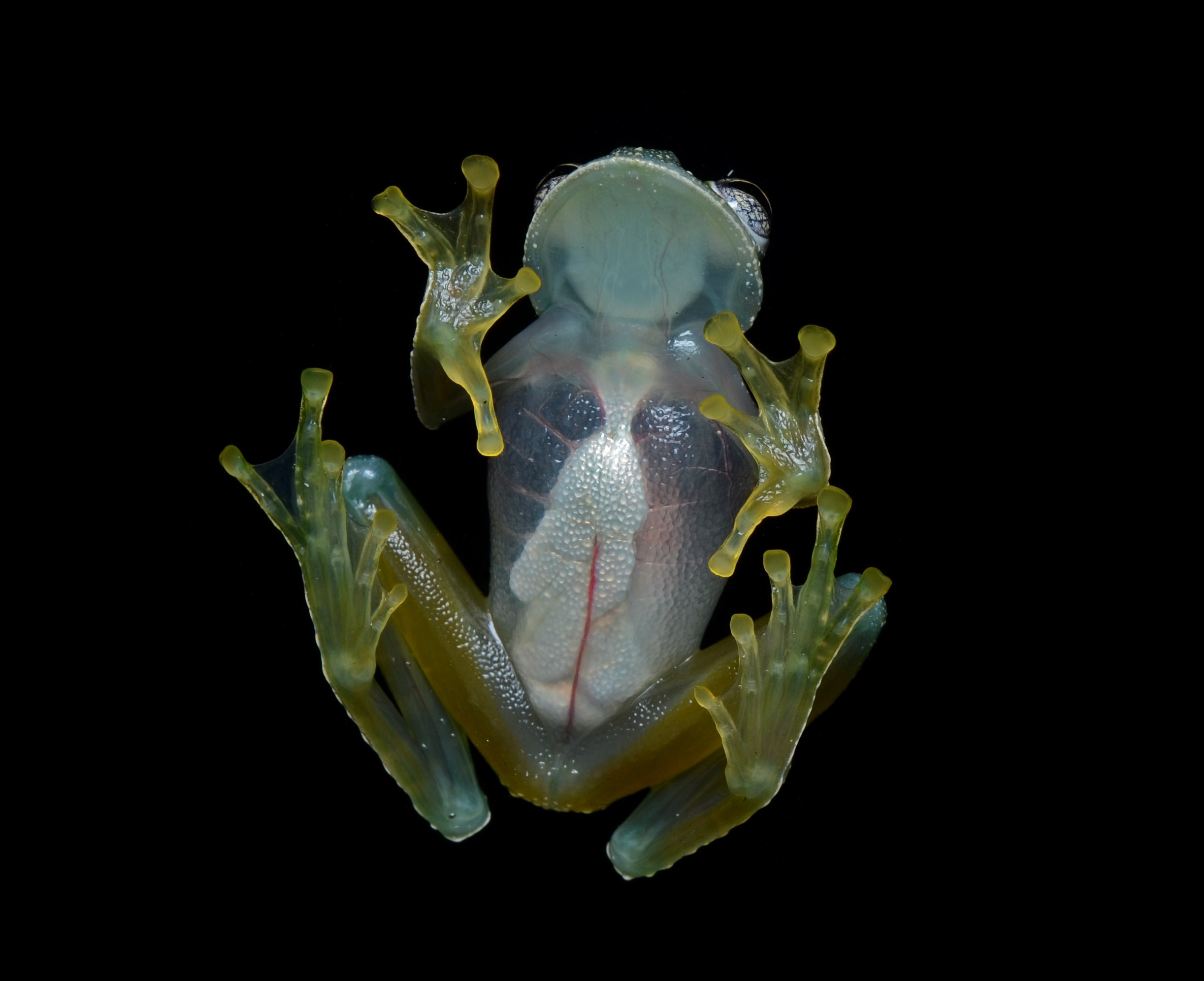
Centrolenidae
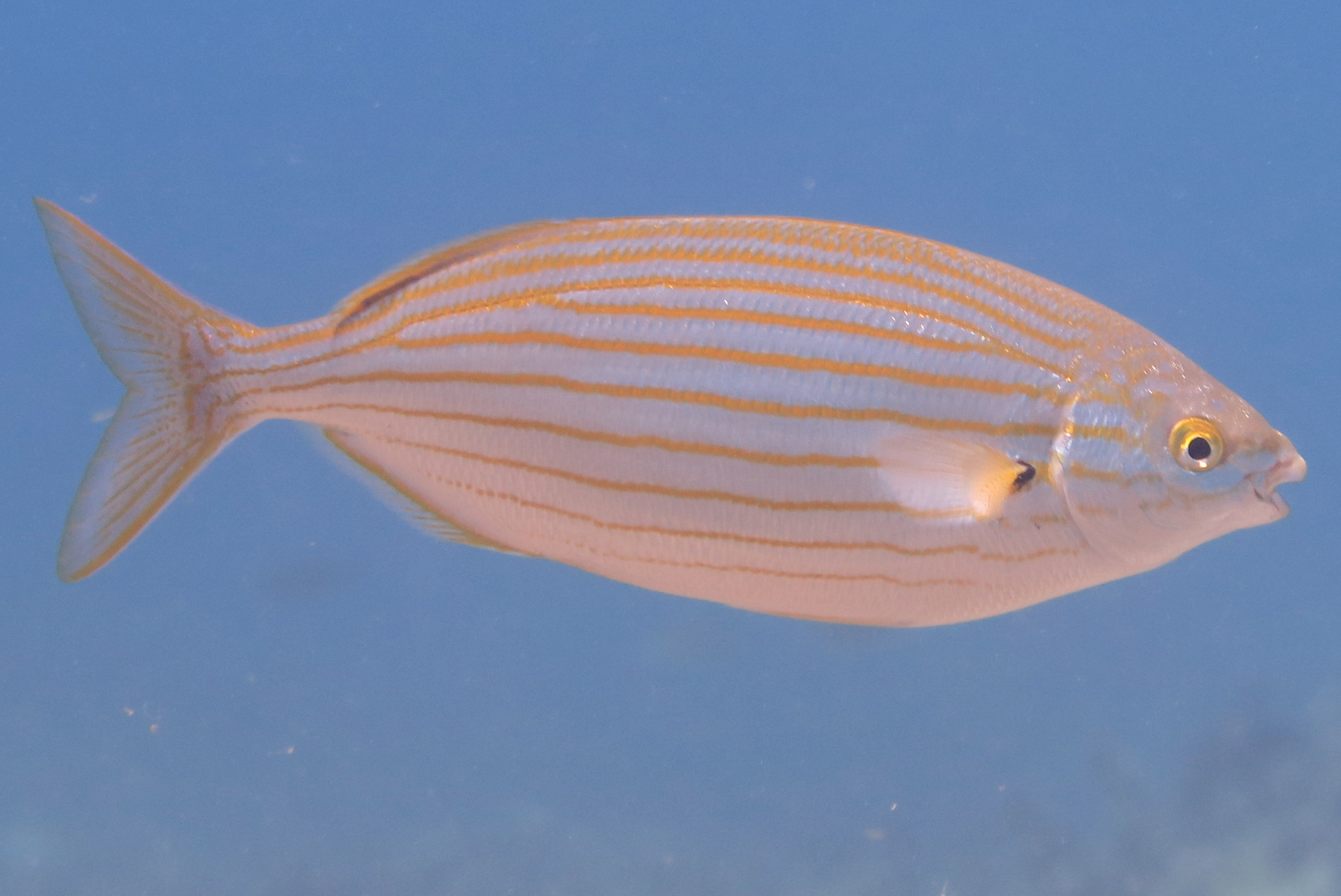
Salpa salpa
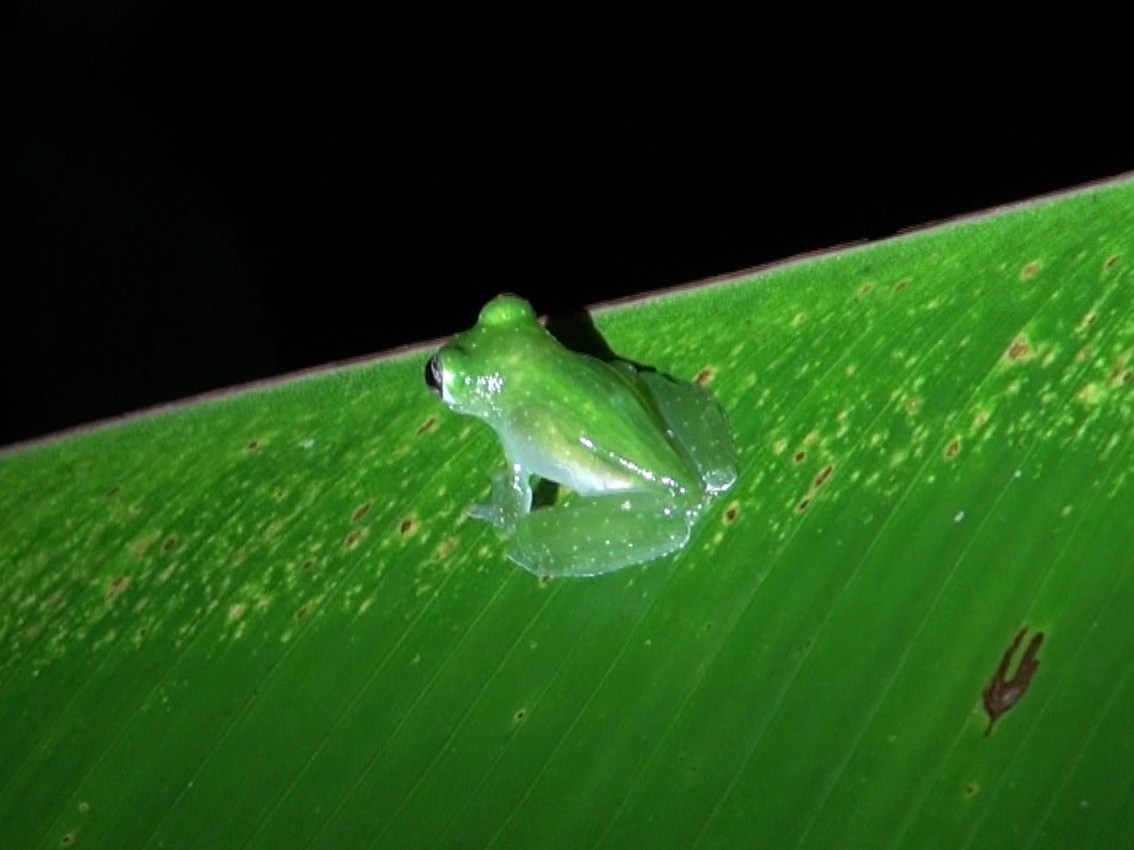
Hyalinobatrachium valerioi
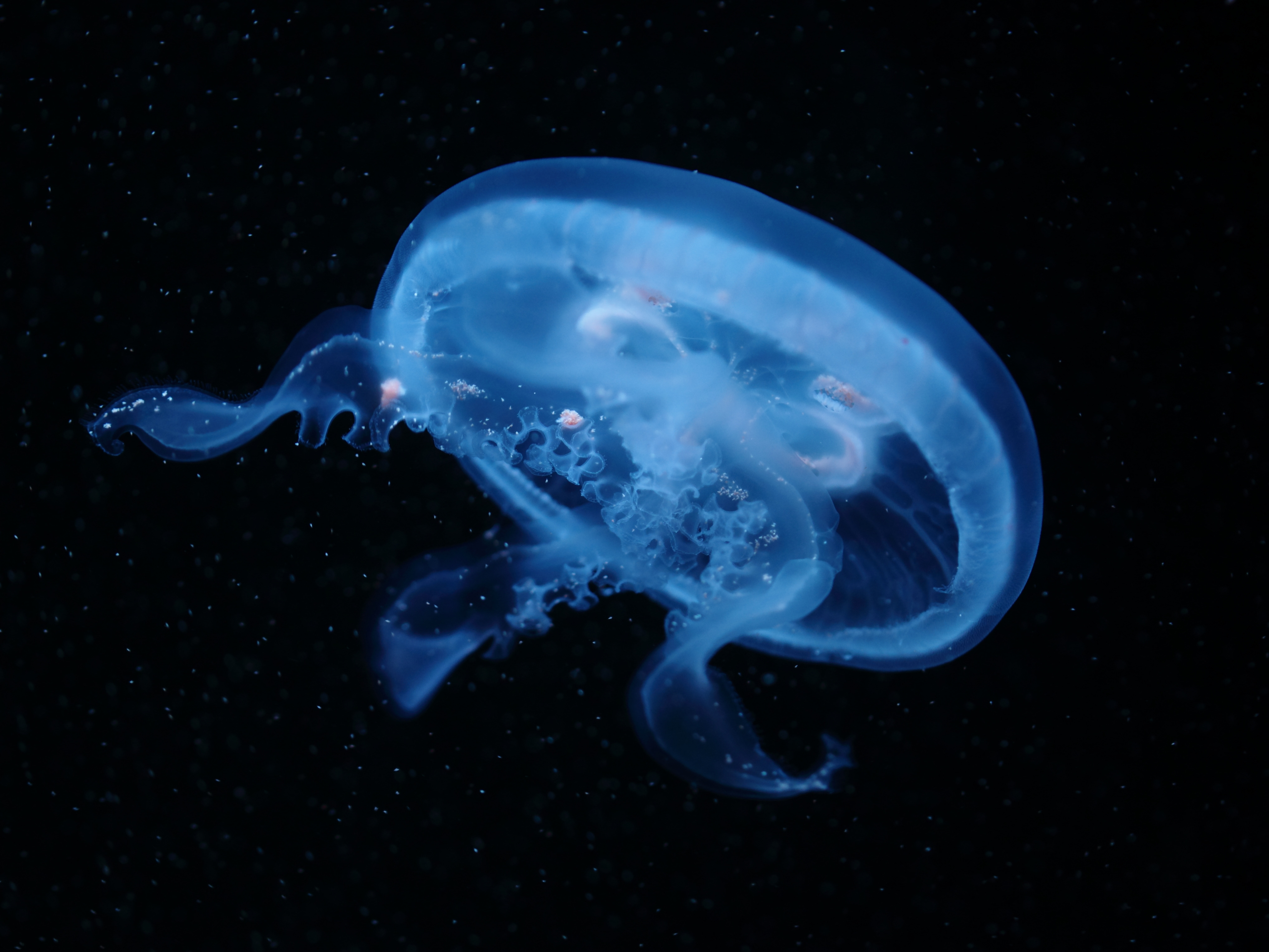
Aurelia labiata

## Esempi vari di trasparenza: galleria d'immagini

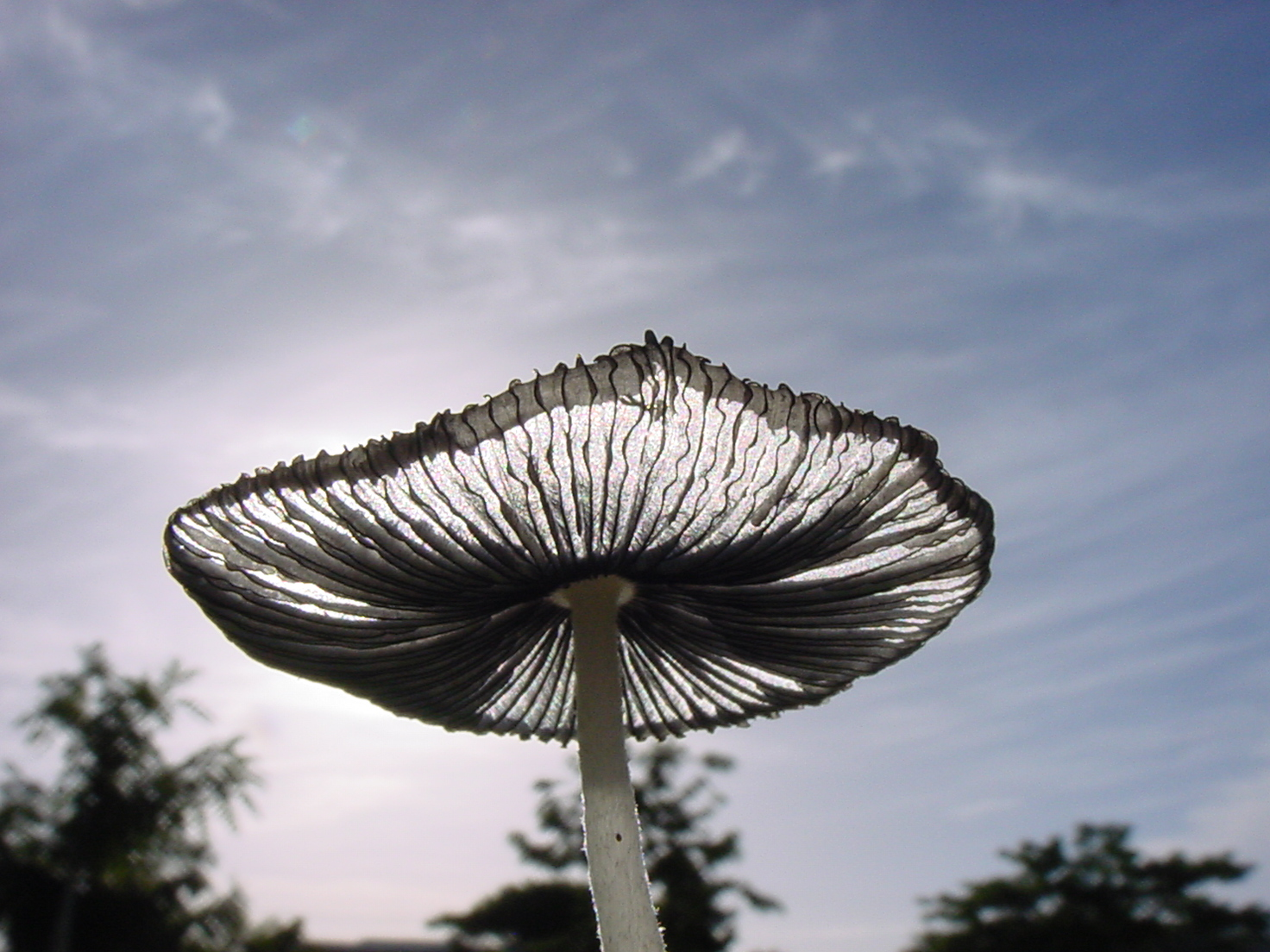
Fungo trasparente e retroilluminato
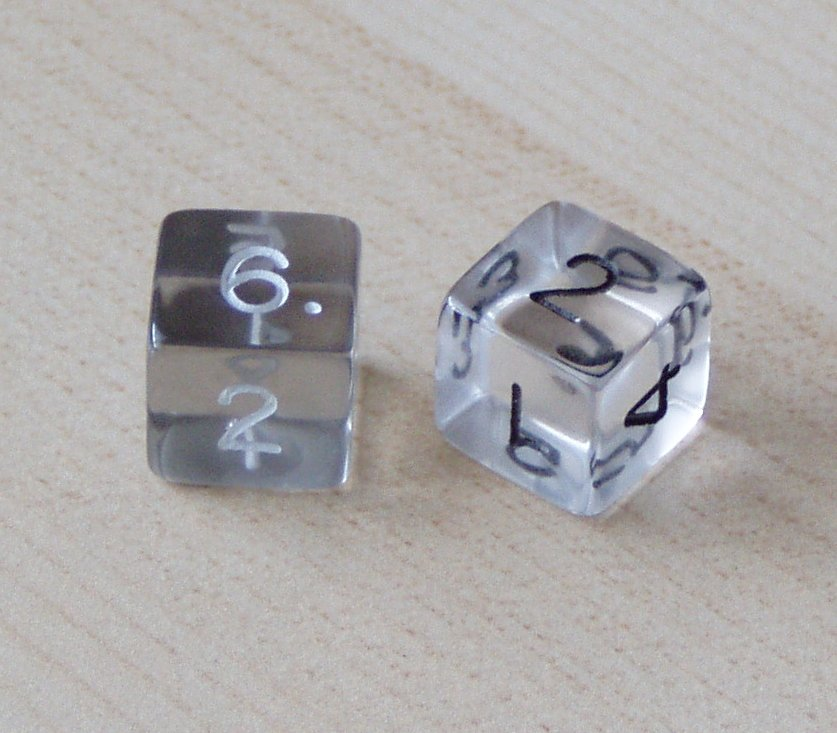
Dadi trasparenti
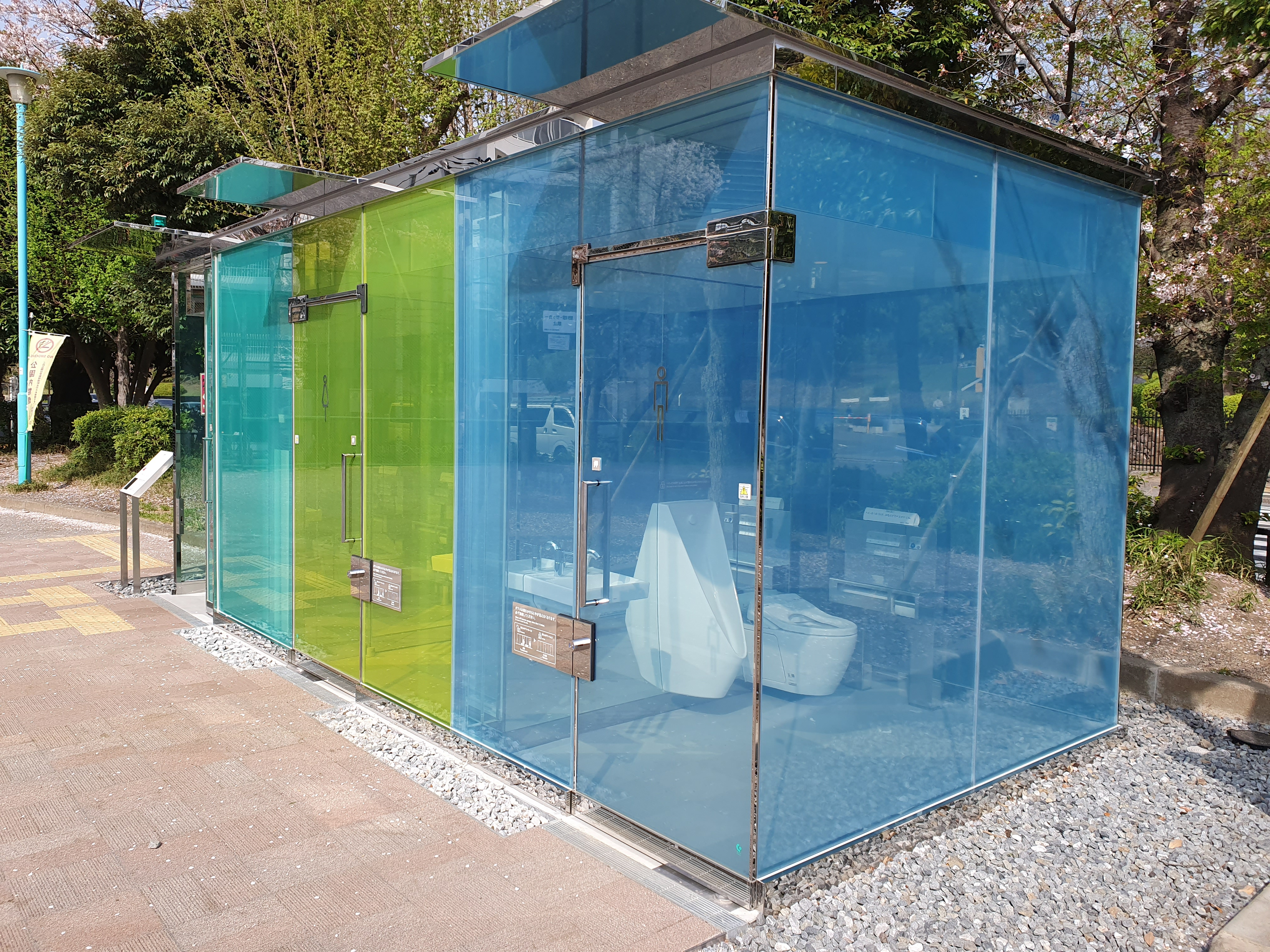
Vetri trasparenti colorati
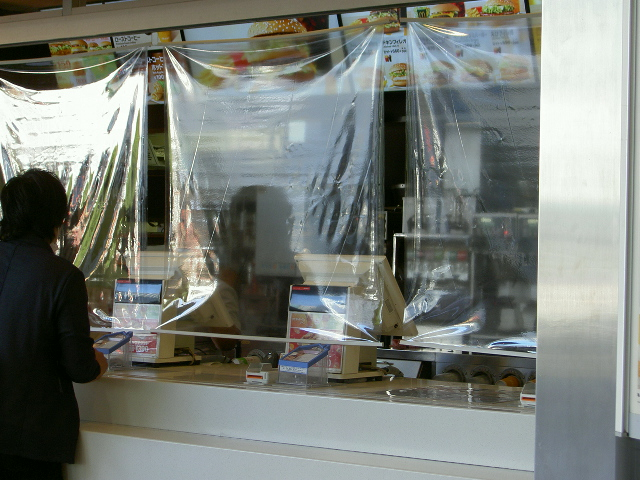
Un foglio trasparente facente parte delle norme di sicurezza anti-COVID 19
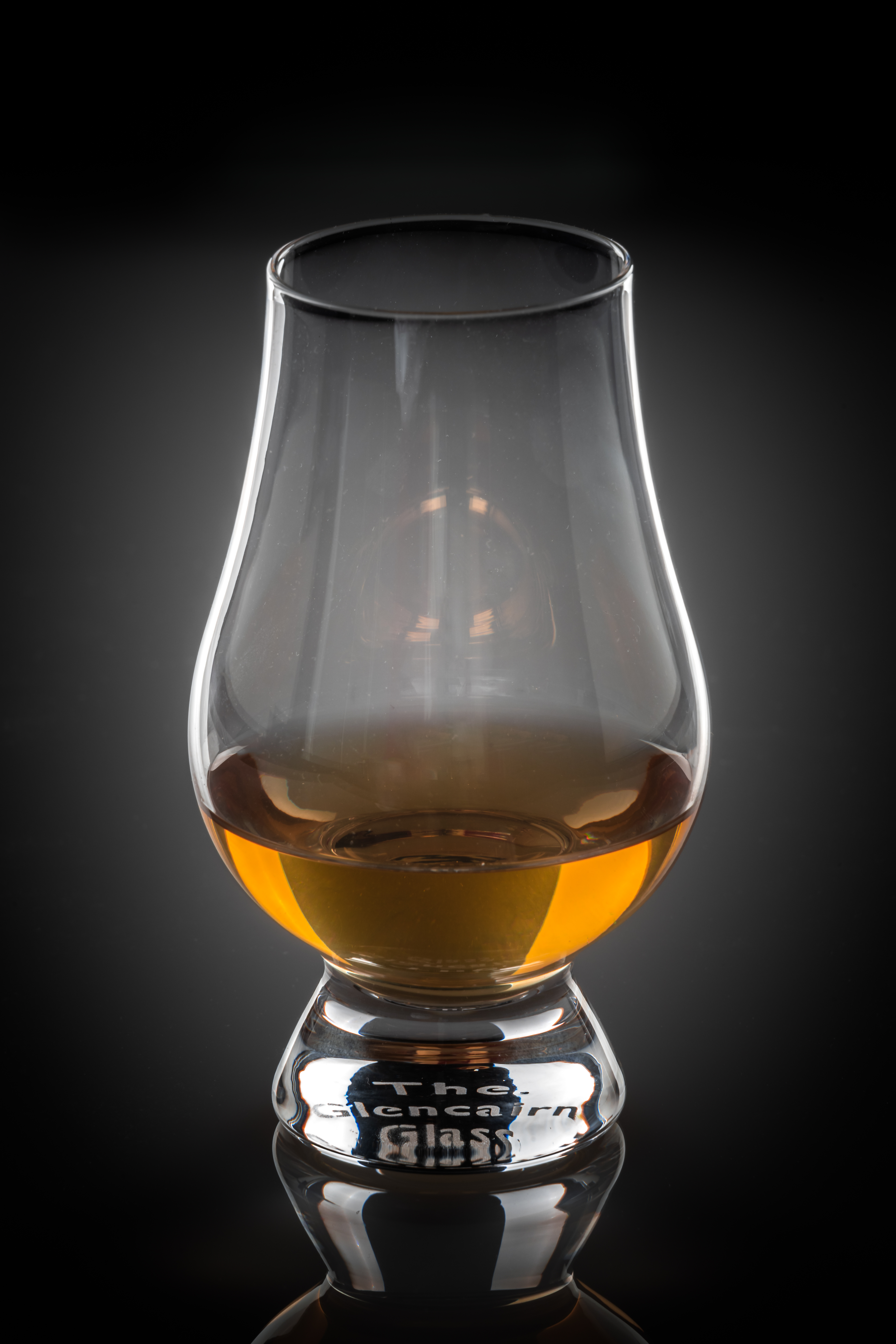
Bicchiere trasparente
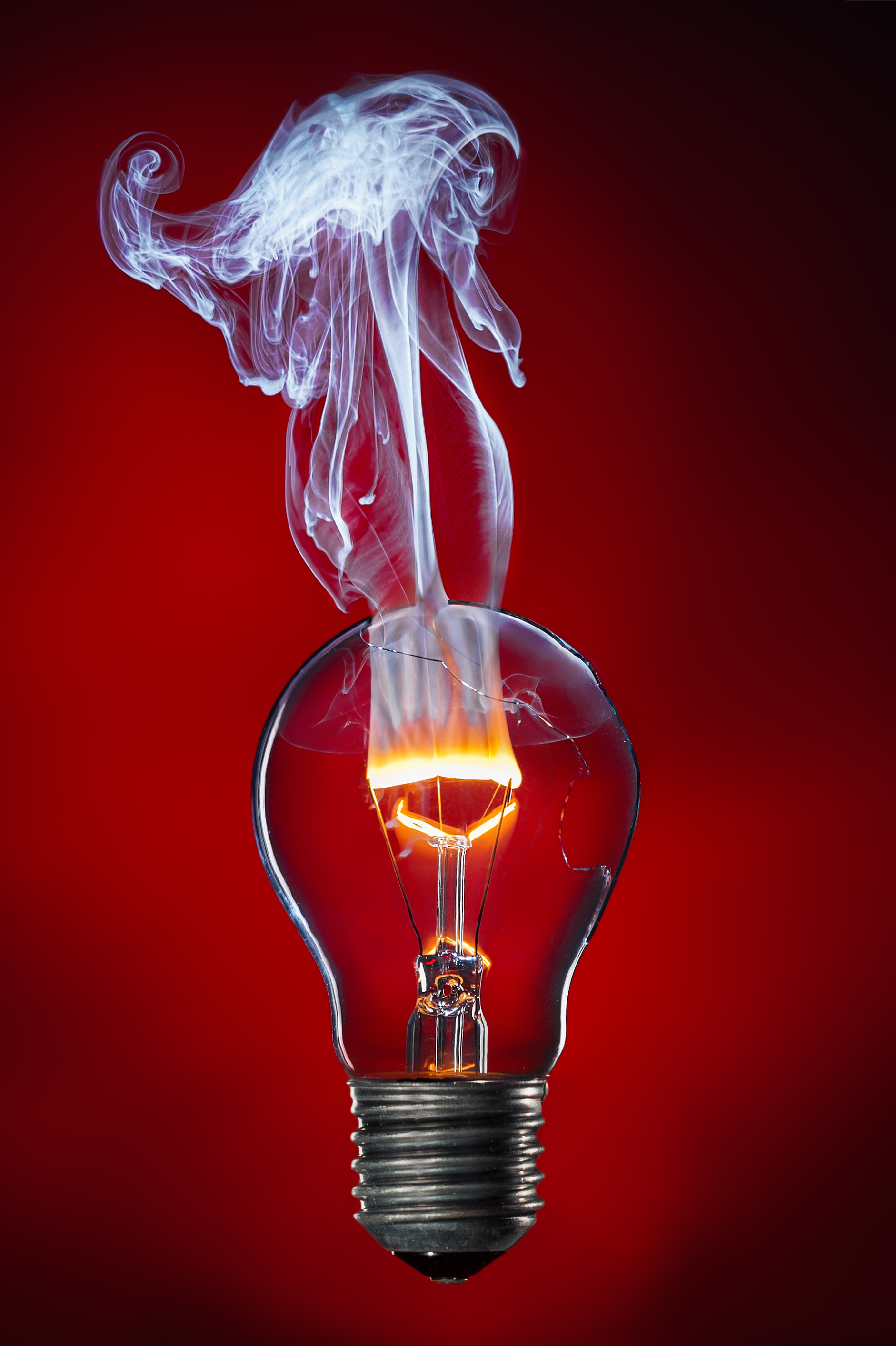
Lampadina
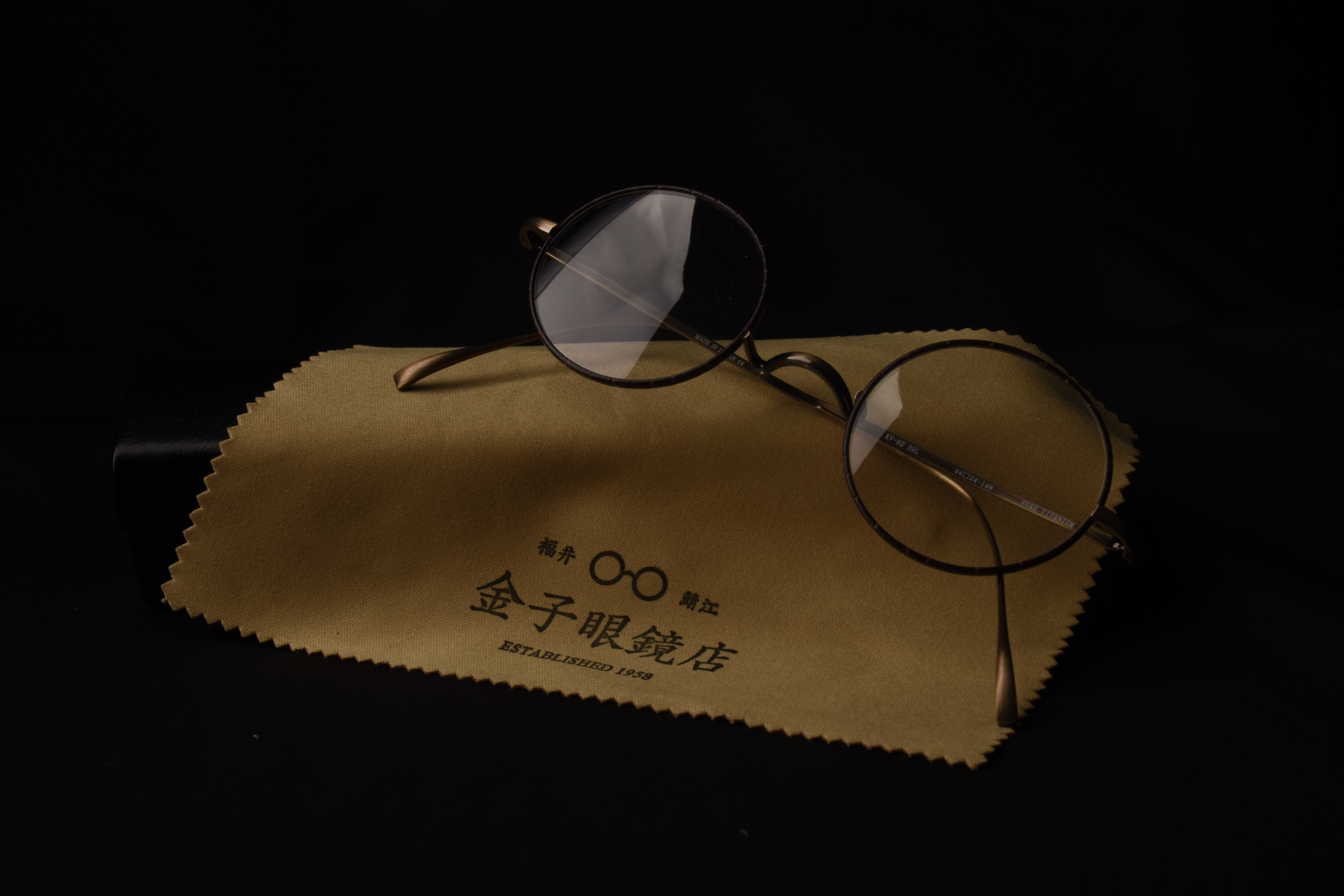
Occhiali da vista
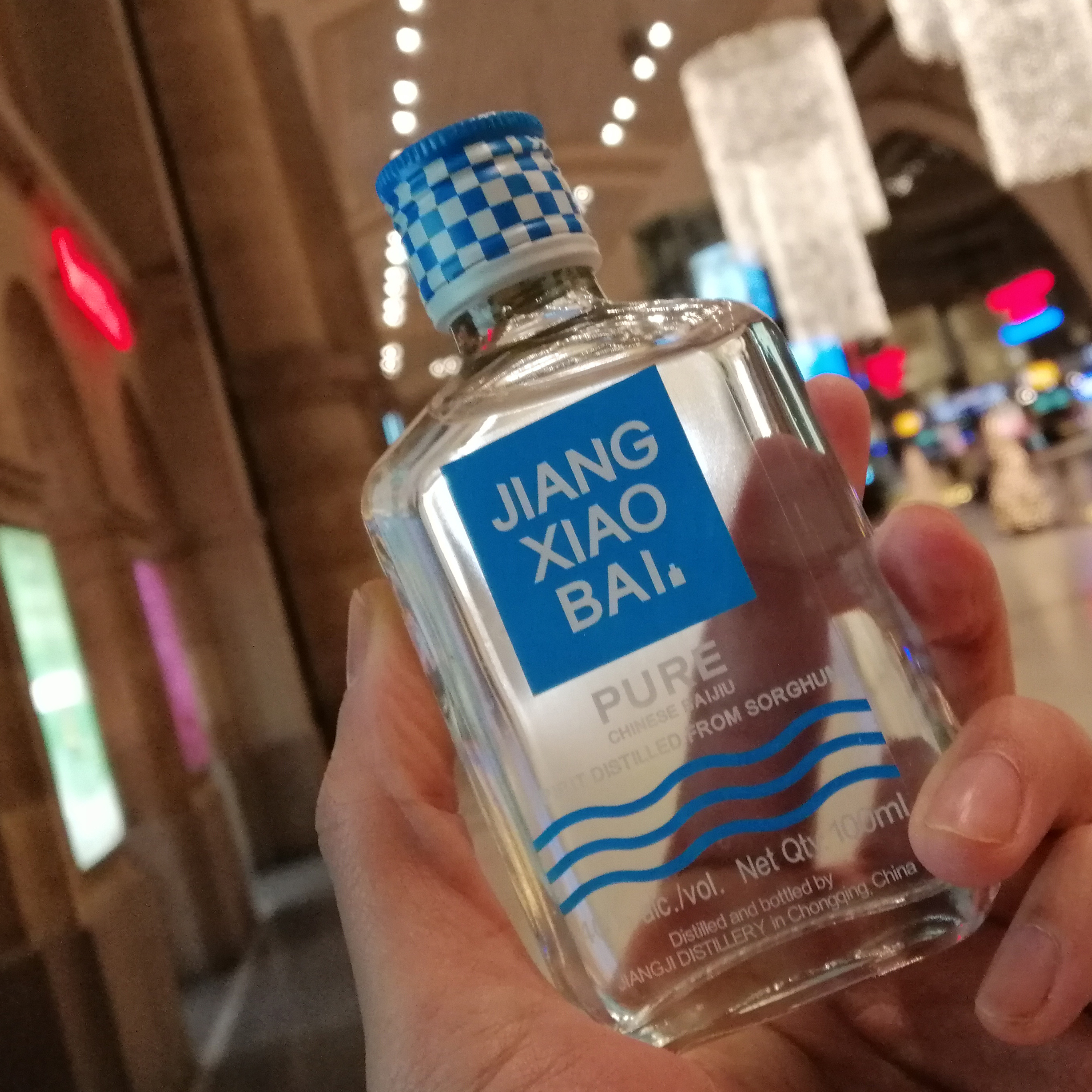
Confezione trasparente
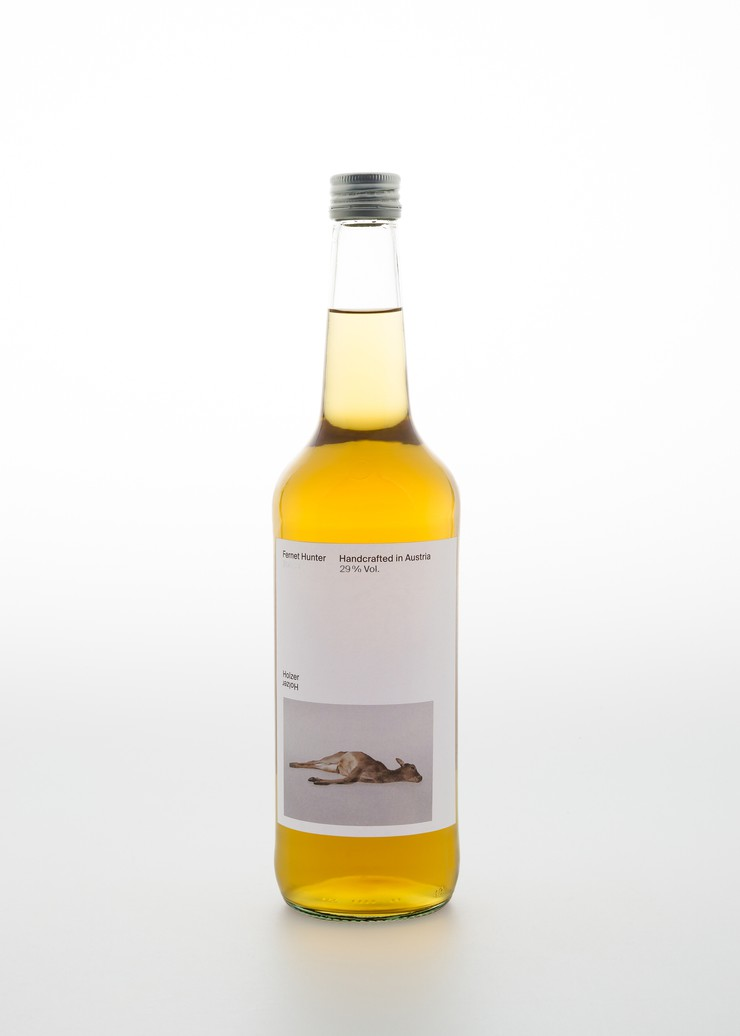
Bottiglia trasparente
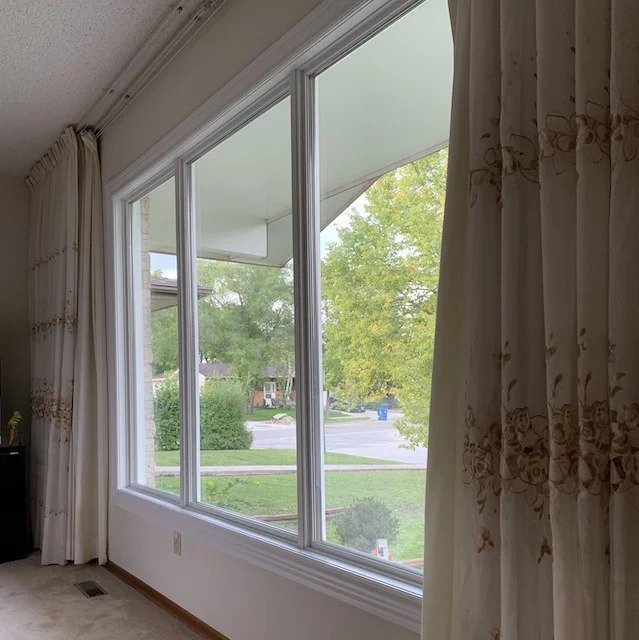
Finestra trasparente di un'abitazione
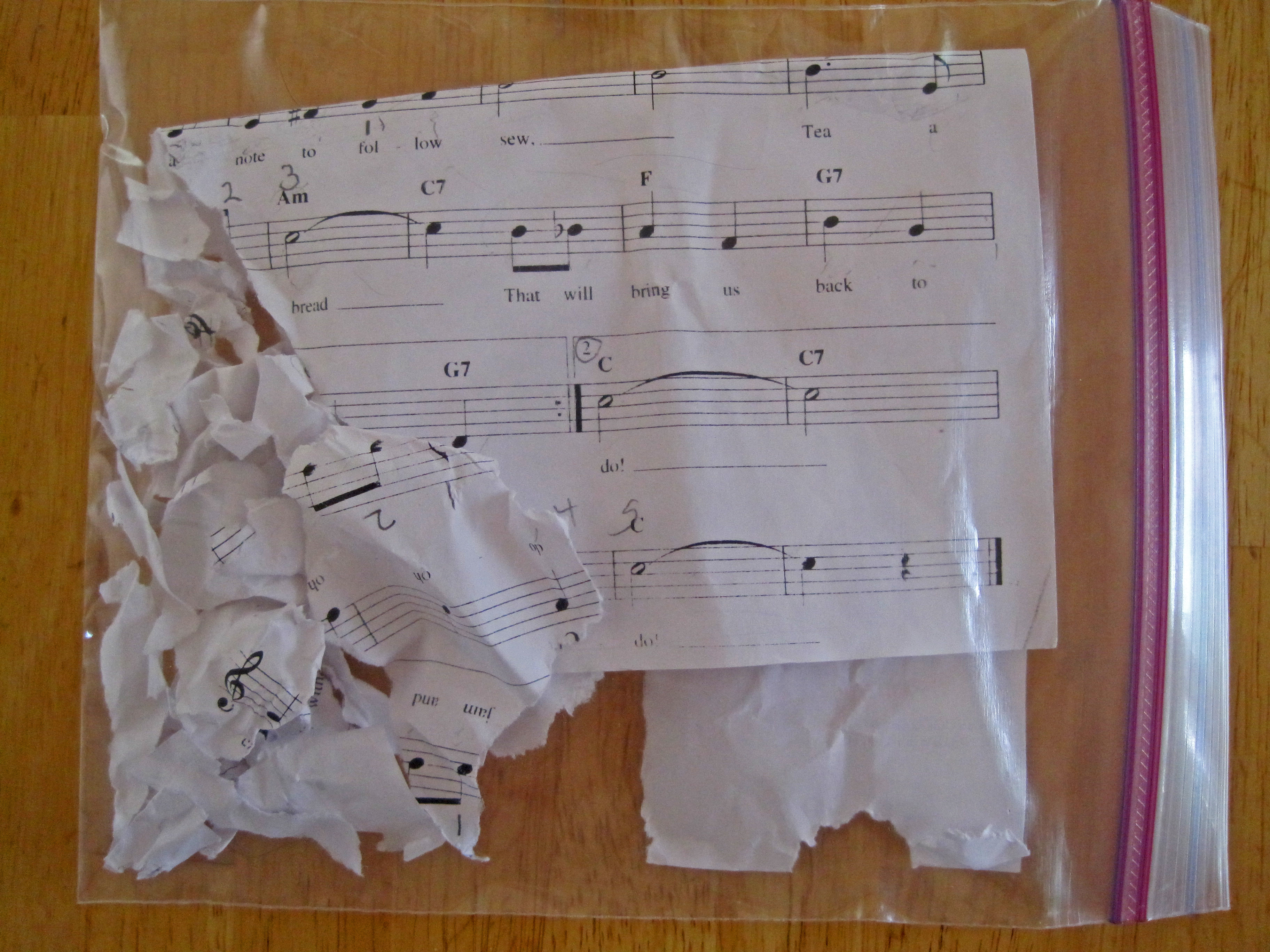
Sacchetto di plastica trasparente
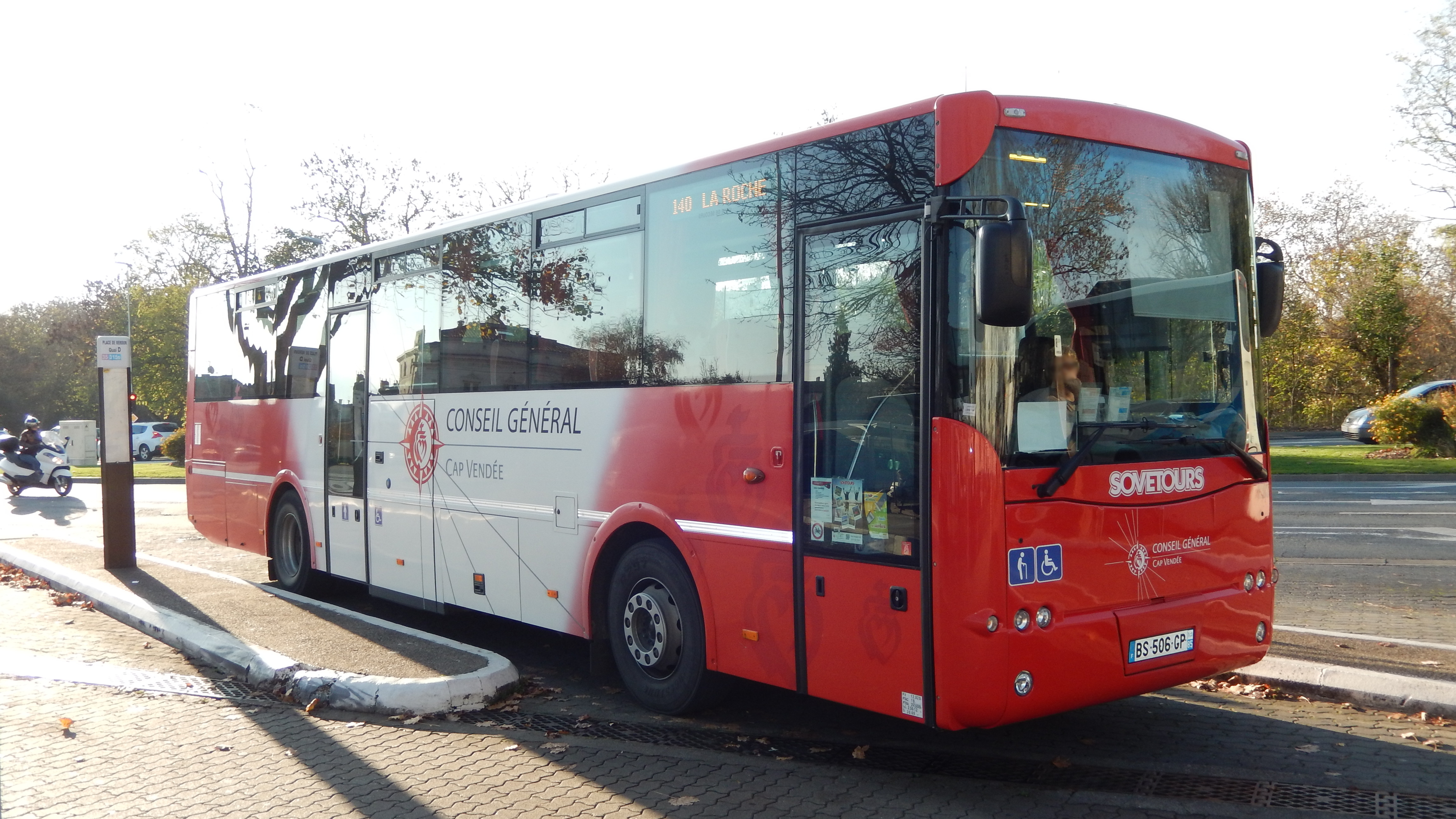
I mezzi di trasporto (auto, treni, pullman, aerei, eccetera) hanno generalmente finestrini trasparenti.